# 広電バス

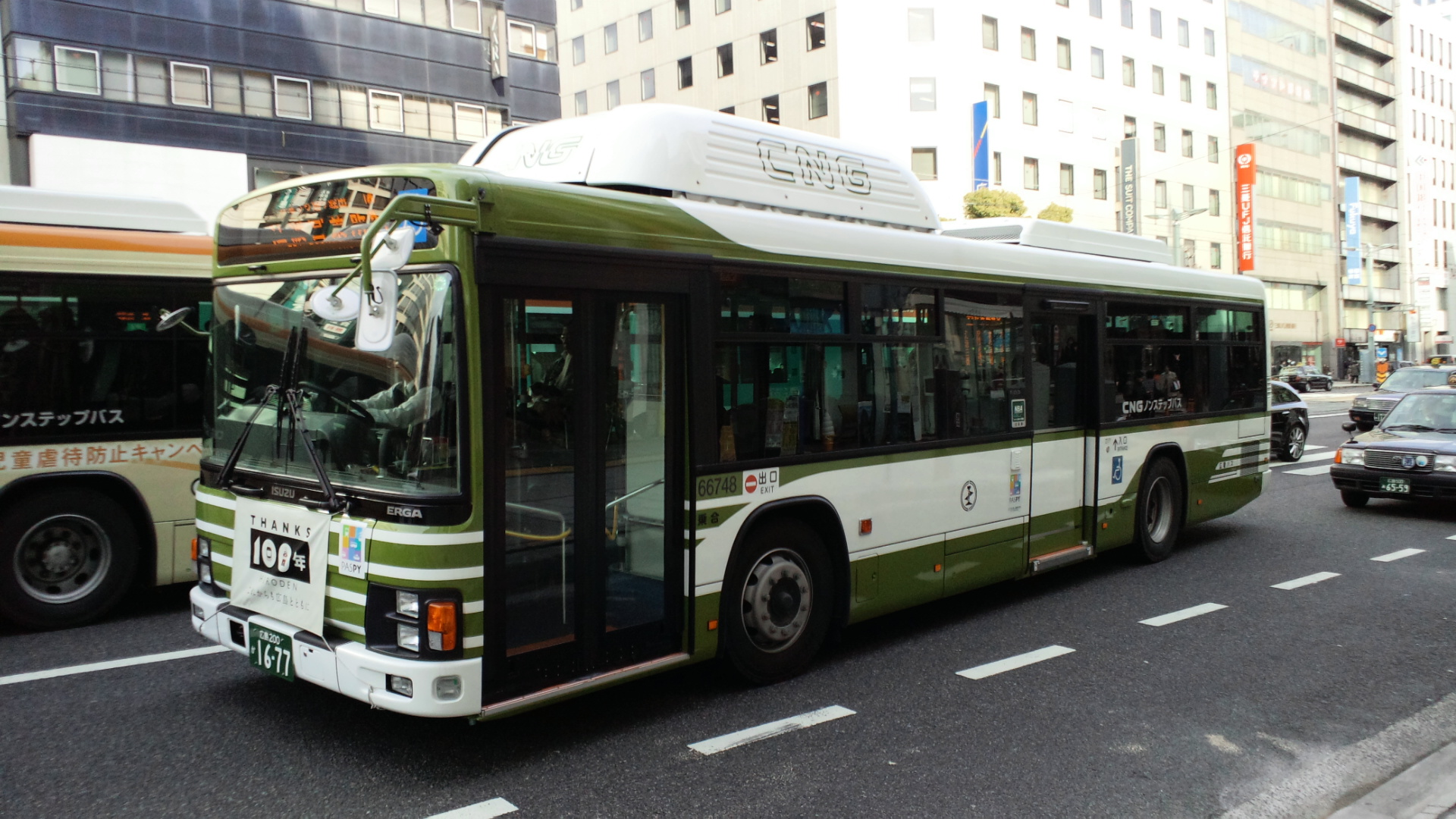
路線バス（ノンステップバス）

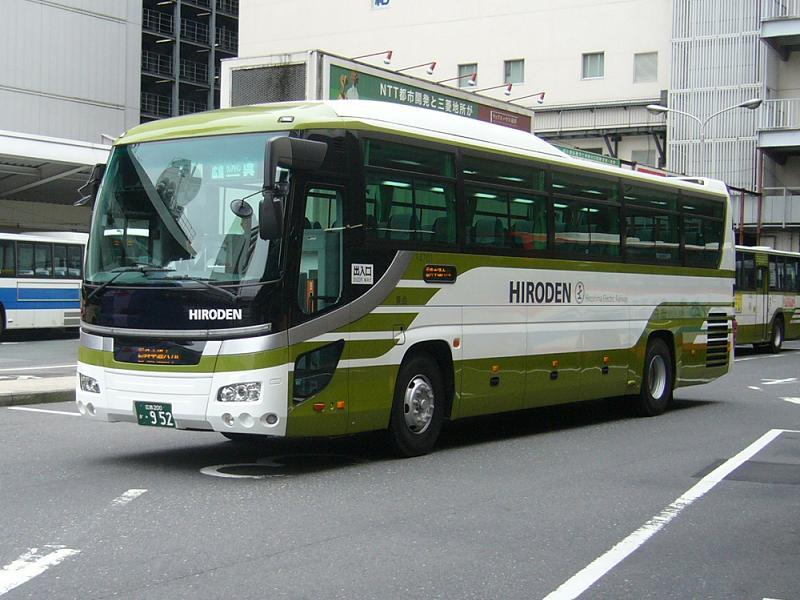
高速バス（クレアライン ）

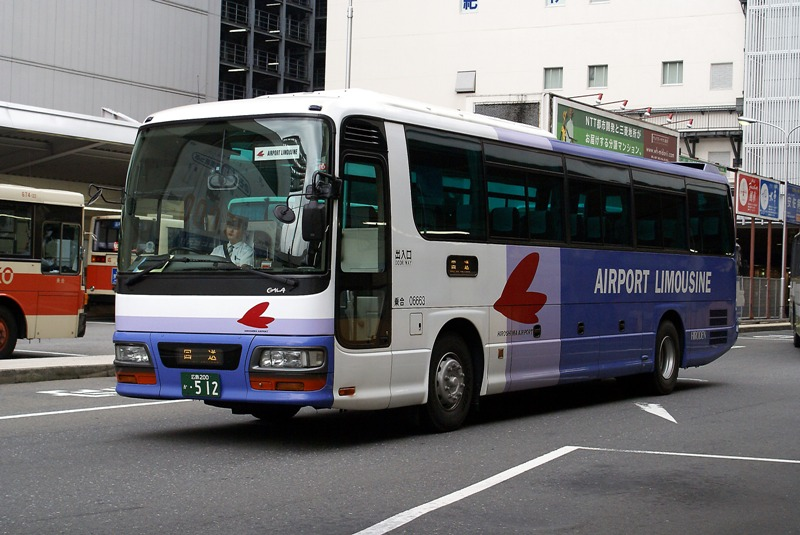
高速バス（エアポートリムジン）

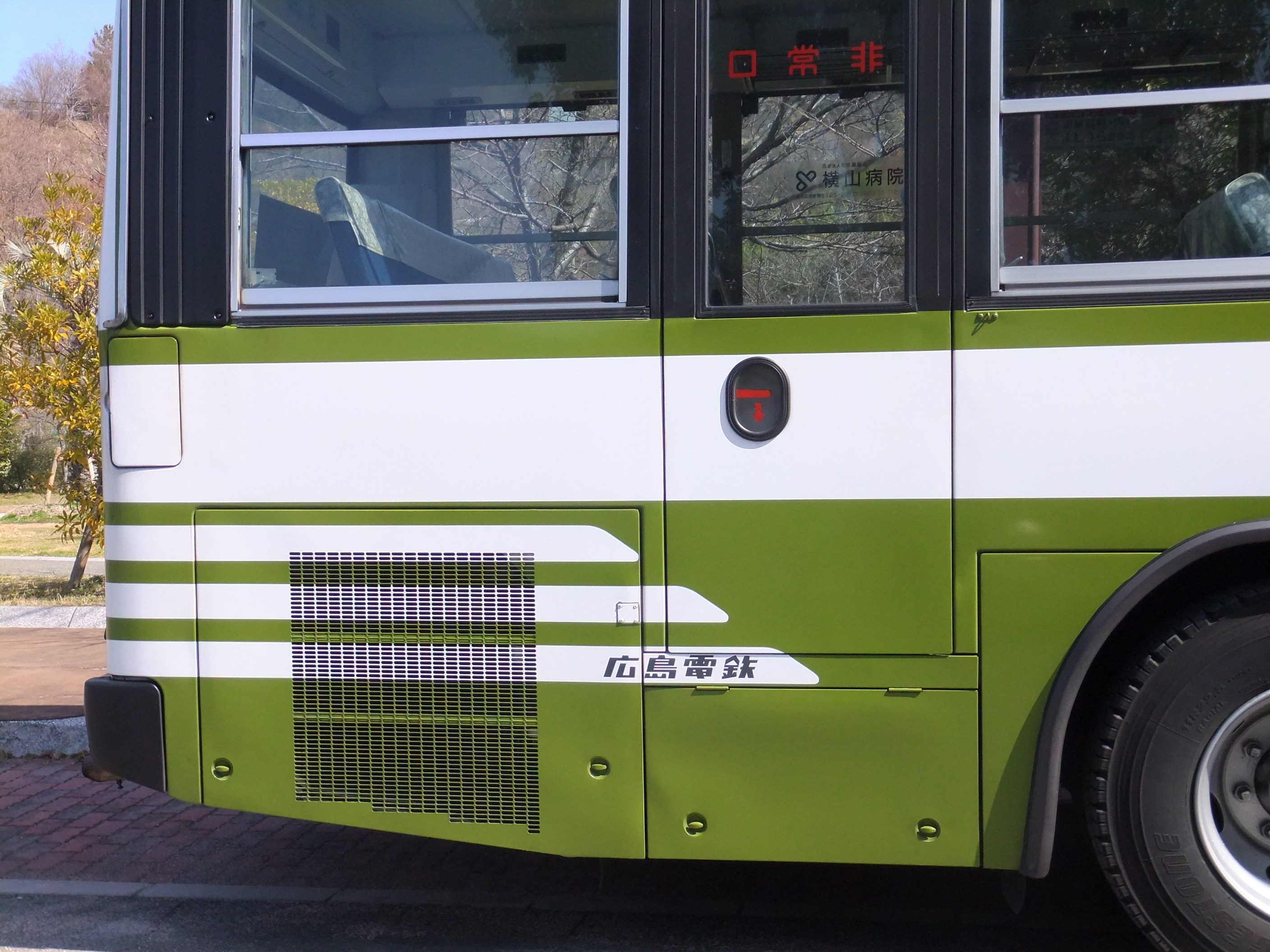
一般路線向けの車両は大半で「広電バス」と表記されているが、呉市交通局から移籍の車両及び2016年度からの自社導入車両には「広島電鉄」と表記。

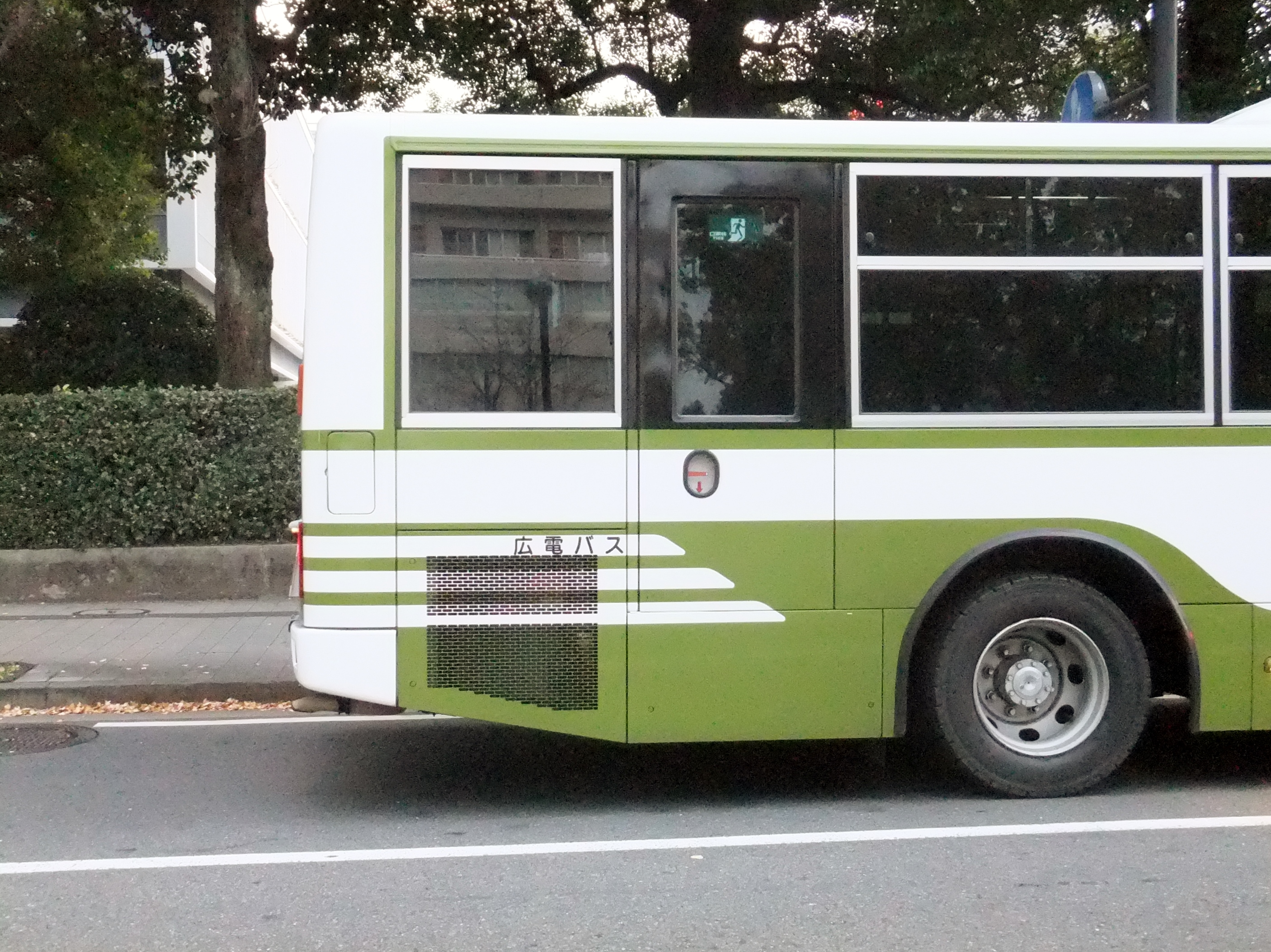
以前から導入している車両については「広電バス」と表記。

広電バス（ひろでんバス）は、広島県に本拠を置く広島電鉄（広電）のバス事業の通称。

## 概要
広島電鉄のバス事業は、「バス事業本部」が担当している。バス事業本部の組織としては、広島市中心部の路線（市内線）を担当する「都市圏輸送営業部」、広島市郊外や高速バス（県内・県外）の路線を担当する「地域輸送営業部」、2012年に呉市交通局から事業譲受した呉市周辺の路線を担当する「呉輸送営業部」に分かれていた。対外的にはバス停留所での表記などに『広電バス』の呼称を用いており、これが一般に周知されている。

## バス事業の歴史

### 事業開始、第二次大戦終戦まで
広島瓦斯電軌時代の1928年（昭和3年）、広島乗合自動車が創業。鷹野橋を起点に、市中心部・舟入・観音本面に路線網を展開した。対抗策として、広島瓦斯電軌の定款に乗合自動車営業を追加を申請。1929年（昭和4年）9月に認可後、翌10月に己斐から宮島間で乗合自動車の運行を開始した。また、1929年（昭和4年）に広島乗合自動車の株式の大部分を取得し、系列化および、当時の専務を広島乗合自動車社長としてを送り込んだ。それらが、広島電鉄のバス事業の開始になる。
当時は、バス事業への本格参入を目的とせず、競合路線への参入阻止を目的とされたと思われている。自社で開設した己斐-宮島間の路線も、1930年（昭和5年）1月に、子会社化した広島乗合自動車に譲渡した。
1938年（昭和13年）2月1日に、広島乗合自動車と合併し自動車部を創設。その時より、木炭ガス発生炉使用開始による木炭バスの使用を開始。1941年（昭和16年）8月に、広島郊外自動車株式会社と合併。1943年（昭和18年）4月10日に、政府のバス事業統合の方針に伴い、三段峡自動車株式会社・太田自動車株式会社・平和自動車株式会社・牧野バス 牧野正男・丸三自動車株式会社・合名会社水内自動車商会・熊野胡子自動車合資会社と合併した。1945年（昭和20年）8月6日の広島市への原爆投下により被災。同年8月13日、4台の車両により運行を再開 して終戦を迎えた。

### 第二次大戦後
営業所・車庫網の充実に関しては、1946年（昭和21年）7月14日に布営業所、1949年（昭和24年）1月10日に八丁堀営業所、同年12月22日に吉田車庫、1957年（昭和32年）11月12日に基町事務所及び車庫、1958年（昭和33年）9月に呉営業所、1961年（昭和36年）6月10日に大竹営業所、同年8月10日に三次車庫、1962年（昭和37年）2月15日に岩国車庫、1965年（昭和40年）1月に沼田営業所、1966年（昭和41年）5月1日に小河内整備工場 と拡大していった。
県内の同業他社に関しては、1950年（昭和25年）8月26日に広島バス、1951年（昭和26年）1月5日山佐バス（現 広島交通）が開業している。
バスに関連した事故としては、1953年（昭和28年）8月14日、飯室村の幕の内峠で大型バスが道路から転落。死者10人、重軽傷者45人を出す出来事があった。
買収による事業拡大は、1953年（昭和28年）4月10日に開業した中国観光バス株式会社 を、1956年（昭和31年）2月16日に買収。
関連会社の拡大についても1962年（昭和37年）11月28日に備北交通、1964年（昭和39年）3月28日には芸陽バスに資本参加した。
路線網に関しては、1956年（昭和31年）1月9日の志屋線開通で1000km、1961年（昭和36年）8月4日の鶉木線開通で1500km とバスの全免許路線を拡大していった（2011年（平成23年）3月31日時点の営業キロは、1191.9 km ）。
バスの動力に関しては、終戦直後はガソリン車や代用燃料の木炭車を使用していたが、1947年（昭和22年）6月30日より木炭・薪ガス発生炉搭載のバスを使用開始し、1948年（昭和23年）7月24日からは、ディーゼルエンジンを搭載したバスの使用を開始した。燃料事情の改善より1952年（昭和27年）2月29日には、木炭・薪ガス車は廃止。さらに燃料の切り替えより1956年（昭和31年）4月17日には、ガソリン車の使用を廃止した。
その他の、バスの質的改善に関しては、1958年（昭和33年）10月7日に初の空気バネ車、1960年（昭和35年）7月19日に冷房車、1961年（昭和36年）7月7日に自動ドア、1979年（昭和54年）2月27日には、市内路線バスにも同社初の冷房車を20台導入。1998年（平成10年）には、ノンステップバスの導入開始。2006年（平成18年）に天然ガスノンステップバスの導入を行っている。
1997年（平成9年）に、これまで自社で行っていた観光バス事業を、自社の貸切バス部門を廃止。運行を系列会社の広電観光に移管した。2000年（平成12年）に車両も譲渡。2005年（平成17年）に貸切バス事業から完全撤退した。
赤字が続いていた、市内11号線の収支改善を目的に、1999年（平成11年）にエイチ・ディー西広島（ボン・バス）を設立し、分社化した。
2012年（平成24年）3月9日、広島バスが所有する芸陽バスの全株式を取得し芸陽バスを連結子会社とした。

### 昭和40年代のバス事業再編計画
昭和40年代には、広島電鉄・広島バス・広島交通・芸陽バス・備北交通による5社合併が模索された。1967年（昭和42年）から1968年（昭和43年）にかけて、合併についてのバス運営協議会を設置。利害関係の不一致で合意に至らなかった。その後、既に系列化しているとされた芸陽バス・備北交通を除く3社で再度協議を行ったが、広島交通が離脱。1969年（昭和44年）4月に一度目の広島バスとの経営統合協議が行われたが成立しなかった。その後、1971年（昭和46年）8月25日の広島バスの臨時株主総会で、帝産オートとの提携関係を解消。同年9月9日に、広島商工会議所で行われた会見で、広島電鉄が広島バスに資本参加を行い、70%の株式取得、同年10月以降より新体制で運営することを発表した。また、その経営参加は5社合併への第一歩とされた。当時の広島バスは帝産の傘下で、広島バスの社長の説得で実現した。その後の会議で、広島バス株式の85%の譲渡が決まり、広島バスに役員を派遣した。経営統合の成果として、広島バス・広島電鉄間の路線調整、広島バスが運営していた宮島の観光船事業『広島観光汽船』を、広島電鉄系列である『宮島松大観光船』に譲渡が行われた。
これに対して、公正取引委員会は1972年（昭和47年）2月より調査を開始。同年9月17日に私的独占の禁止及び公正取引の確保に関する法律（独占禁止法）上の競争の実質的制限にあたるとして排除勧告を行った。その後の審判を経て、1973年（昭和48年）7月17日に、広島電鉄から派遣役員の辞任、広島バスの株式の大半（85000株）の処分で同意審決した。それに伴い、広島バスに派遣されていた役員4人は辞任、同年8月9日には広島バス株式の約77%を株式会社増岡組に譲渡した。同意審決後も広島電鉄は広島バスの19.2%の株式を保有する第2位の株主である（2012年（平成24年）3月での広島バスの筆頭株主は鉄鋼ビルディングで、親会社の増岡組を含めると約65%の株を所有している）。

### 呉市営バス廃止に伴う路線譲受
呉市交通局（呉市営バス）がマイカー、バイク、自転車の普及等の影響による利用者減少で赤字が続き、2012年（平成24年）4月にバス事業を廃止する方針を2010年（平成22年）9月8日に明らかにした。2010年（平成22年）11月上旬に事業者が募集されると広島電鉄と中国ジェイアールバスが説明会に出席し、応募した。その後に選定委員会が書類・プレゼンテーションで審査した結果、30日の市議会公共交通問題対策特別委員会で委譲先を広島電鉄と決定した。2012年（平成24年）4月1日から呉市交通局のバス全路線を譲受し 運行を開始した。
その後、呉市のうち周辺部や郊外路線で路線の維持が厳しくなり呉市生活バスに移行した（2014年10月、2019年10月）。さらに呉市中心部を巡回する三条二河宝町線についても経常収支率が路線維持基準の50%を下回ることが常態化したため撤退することになり、2022年9月で廃止され、地域の交通事業者が運行する生活バスに移行することになった。

## 各営業所・支所・出張所（車庫）の所在地
表の「番号」は車両番号に用いられる、車両の所属を示す番号。
2017年7月から組織の一部変更があり、広島西営業課 が広島南営業課に統合。熊野出張所が広島南営業課から焼山営業課に移動。広営業課が呉中央営業課広出張所に格下げされた。
2023年4月11日に機構改正があり、営業課が営業所に変更された。広島北営業課吉田出張所が廃止された（車庫機能のみ存続）。西風新都営業課は広島北営業所西風新都支所に格下げされた。江波営業課が広島中央営業所に変更された。曙営業課、仁保営業課が広島中央営業所の支所に格下げされた。呉地区は呉中央営業所に一本化され、焼山営業課熊野出張所が呉中央営業所熊野支所に。焼山営業課が呉中央営業所熊野支所焼山出張所となった。組織図によると、支所は出張所より格が高い。

### 都市圏輸送営業部
| 営業所             | 営業所         | 営業所                          | 番号                              | 所在地                           |
| ------------------ | -------------- | ------------------------------- | --------------------------------- | -------------------------------- |
| 広島中央営業所     | 広島中央営業所 | 広島中央営業所                  | 6                                 | 広島県広島市中区江波西1丁目24-29 |
|                    |                | 観音マリーナ車庫                | 6                                 | 広島県広島市西区観音新町4丁目16  |
| 牛田早稲田団地車庫 | 6              | 広島県広島市東区牛田東4丁目16-1 |                                   |                                  |
| 曙支所             | 曙支所         | 7                               | 広島県広島市東区曙1丁目7-1        |                                  |
|                    | 温品車庫       | 7                               | 広島県広島市東区温品4丁目22       |                                  |
| 仁保支所           | 仁保支所       | 5                               | 広島県広島市南区仁保沖町1-92      |                                  |
|                    | 向洋新町車庫   | 5                               | 広島県広島市南区向洋新町3丁目18-6 |                                  |
| 中山車庫           | 5              | 広島県広島市東区中山上2丁目37   |                                   |                                  |

### 地域輸送営業部
| 営業所                 | 営業所                 | 営業所                                   | 番号                                       | 所在地                                                                                               | 備考                            |
| ---------------------- | ---------------------- | ---------------------------------------- | ------------------------------------------ | --- | ------------------------------- |
| 広島南営業所           | 広島南営業所           | 広島南営業所                             | 1                                          | 広島県広島市中区西白島町24番9                                                                        |                                 |
|                        | 阿賀車庫               | 阿賀車庫                                 | 1                                          | 広島県呉市阿賀北9丁目8                                                                               |                                 |
| 井口台パークタウン車庫 | 井口台パークタウン車庫 | 1                                        | 広島県広島市西区井口台3丁目33-77           | |                                 |
| 山田団地車庫           | 山田団地車庫           | 1                                        | 広島県広島市西区山田新町2丁目17-10         | |                                 |
| 美鈴が丘車庫           | 美鈴が丘車庫           | 1                                        | 広島県広島市佐伯区美鈴が丘緑1丁目12-5      | |                                 |
| 東観音台車庫           | 東観音台車庫           | 1                                        | 広島県広島市佐伯区観音台3丁目1-6           | |                                 |
| 薬師が丘車庫           | 薬師が丘車庫           | 1                                        | 広島県広島市佐伯区薬師が丘4丁目4-1         | |                                 |
| 彩が丘車庫             | 彩が丘車庫             | 1                                        | 広島県広島市佐伯区河内南1丁目32-2          | |                                 |
| 藤の木車庫             | 藤の木車庫             | 1                                        | 広島県広島市佐伯区藤の木2丁目3-1           | |                                 |
| 湯来車庫               | 湯来車庫               | 1                                        | 広島県広島市佐伯区湯来町大字多田2545-6     | |                                 |
| 廿日市出張所           | 廿日市出張所           | 1                                        | 広島県廿日市市宮園上3丁目9番22号           | |                                 |
|                        | 阿品台北車庫           | 1                                        | 広島県廿日市市阿品台北31-15                | |                                 |
| 津田車庫               | 1                      | 広島県廿日市市津田2042-9                 |                                            | |                                 |
| 広島北営業所           | 広島北営業所           | 広島北営業所                             | 2                                          | 広島県広島市西区小河内町2丁目18番1号                                                                 | エアポートリムジン専用車は「0」 |
|                        | あさひが丘車庫         | あさひが丘車庫                           | 2                                          | 広島県広島市安佐北区あさひが丘1丁目4-20                                                              |                                 |
| 吉田車庫               | 吉田車庫               | 2                                        | 広島県安芸高田市吉田町吉田1824番地2        | 備北交通 三次営業所吉田出張所と共用 2023年4月11日の機構改正により営業所機能を廃止 (車庫機能のみ存続) |                                 |
| 三次車庫               | 三次車庫               | 2                                        | 広島県三次市三次町1786-6                   | 常駐なし 備北交通と共用                                                                              |                                 |
| 浜田車庫               | 浜田車庫               | 2                                        | 島根県浜田市相生町1575-7                   | |                                 |
| 安佐出張所             | 安佐出張所             | 2                                        | 広島県広島市安佐北区安佐町大字飯室1576番地 | フォーブル 飯室車庫、広島交通 勝木営業所飯室駐車場と共用 (ただし広島交通は駐在なし)                  |                                 |
|                        | 今吉田車庫             | 2                                        | 広島県山県郡北広島町今吉田                 | 2022年10月の今吉田線移管により廃止 現在は広島交通勝木営業所今吉田駐車場（駐在なし）                  |                                 |
| 琴谷車庫               | 2                      | 広島県山県郡北広島町戸谷198              |                                            | |                                 |
| 三段峡車庫             | 2                      | 広島県山県郡安芸太田町柴木               |                                            | |                                 |
| 西風新都支所           | 西風新都支所           | 2                                        | 広島県広島市佐伯区石内北5丁目2番13号       | |                                 |
|                        | 五月が丘車庫           | 2                                        | 広島県広島市佐伯区五月が丘4丁目15-1        | ボン・バスと共用                                                                                     |                                 |
| そらの車庫             | 2                      | 広島県広島市佐伯区石内東1丁目15          | ボン・バスと共用                           | |                                 |
| こころ車庫             | 2                      | 広島県広島市安佐南区伴南2丁目1-25        |                                            | |                                 |
| 花の季車庫             | 2                      | 広島県広島市安佐南区大塚西7丁目1-25      |                                            | |                                 |
| 市立大学車庫           | 2                      | 広島県広島市安佐南区大塚東2丁目10-6      |                                            | |                                 |
| くすの木台車庫         | 2                      | 広島県広島市安佐南区沼田町大字阿戸2168-3 |                                            | |                                 |

### 呉輸送営業部
| 営業所       | 営業所         | 営業所                    | 番号                           | 所在地 | 備考 |
| ------------ | -------------- | ------------------------- | ------------------------------ | --- | ---- |
| 呉中央営業所 | 呉中央営業所   | 呉中央営業所              | 9                              | 広島県呉市築地町2-8 |      |
|              | 東畑車庫       | 東畑車庫                  | 9                              | 広島県呉市東畑2丁目4-32 |      |
| 警固屋出張所 | 警固屋出張所   | 9                         | 広島県呉市警固屋町4-9-1        | |      |
|              | 早瀬車庫       | 9                         | 広島県呉市音戸町早瀬1丁目8-51  | なべタクシー早瀬営業所と共用 2012年4月1日に実施された呉市営バスから広電バスへの完全民間移譲にあたり、本浦車庫を引き継がなかったため、2011年に廃校になった呉市立早瀬小学校のプール部分を取り壊して設置された。 2014年4月1日に音戸さざなみ線が、2019年10月1日に田原藤の脇線が、なべタクシーが運行する呉市生活バスに移管されたため、車庫の前には広電バスの路線が存在しない。 そのため、広電バスの運用車両は早瀬大橋と藤の脇（波多見経由）、釣士田南、本浦、桂浜・温泉館との間で回送での送り込みが行われている。 |      |
| 宝町車庫     | 9              | 広島県呉市宝町1-10        |                                | |      |
| 広出張所     | 広出張所       | 9                         | 広島県呉市広白岳5-1-28         | |      |
|              | 文化学園大車庫 | 9                         | 広島県呉市郷原学びの丘1丁目2-8 | |      |
| 熊野支所     | 熊野支所       | 9                         | 広島県安芸郡熊野町柿迫2番2号   | |      |
|              | 萩原車庫       | 9                         | 広島県安芸郡熊野町萩原6丁目13  | |      |
| 焼山出張所   | 9              | 広島県呉市焼山北3丁目1-12 |                                | |      |

## 高速バス
詳細は当該路線の記事ならびに広島電鉄サイト 及び備北交通サイト を参照。

### 自社便

#### 広島県外
- メリーバード号（広島 - 米子）
- グランドアロー号（広島 - 松江）

#### 広島県内
- エアポートリムジン （広島駅新幹線口 - 広島空港/広島バスセンター - 中筋駅 - 広島空港/クレイトンベイホテル - 呉駅前 - 本通3丁目 - 阿賀駅前 - (← 新広駅前 ←) - 広島空港）
  - 呉～広島空港線の新広駅前への乗り入れは、呉市内方面行きに限り、広島空港乗車時に申し出があった場合のみ行われる（デマンド運行）。
- クレアライン（広島 - 呉）
- 広島 - 三次 - 庄原 - 東城線（広島 - 三次・庄原）

### 過去の路線
- ニューブリーズ号（広島 - 東京）

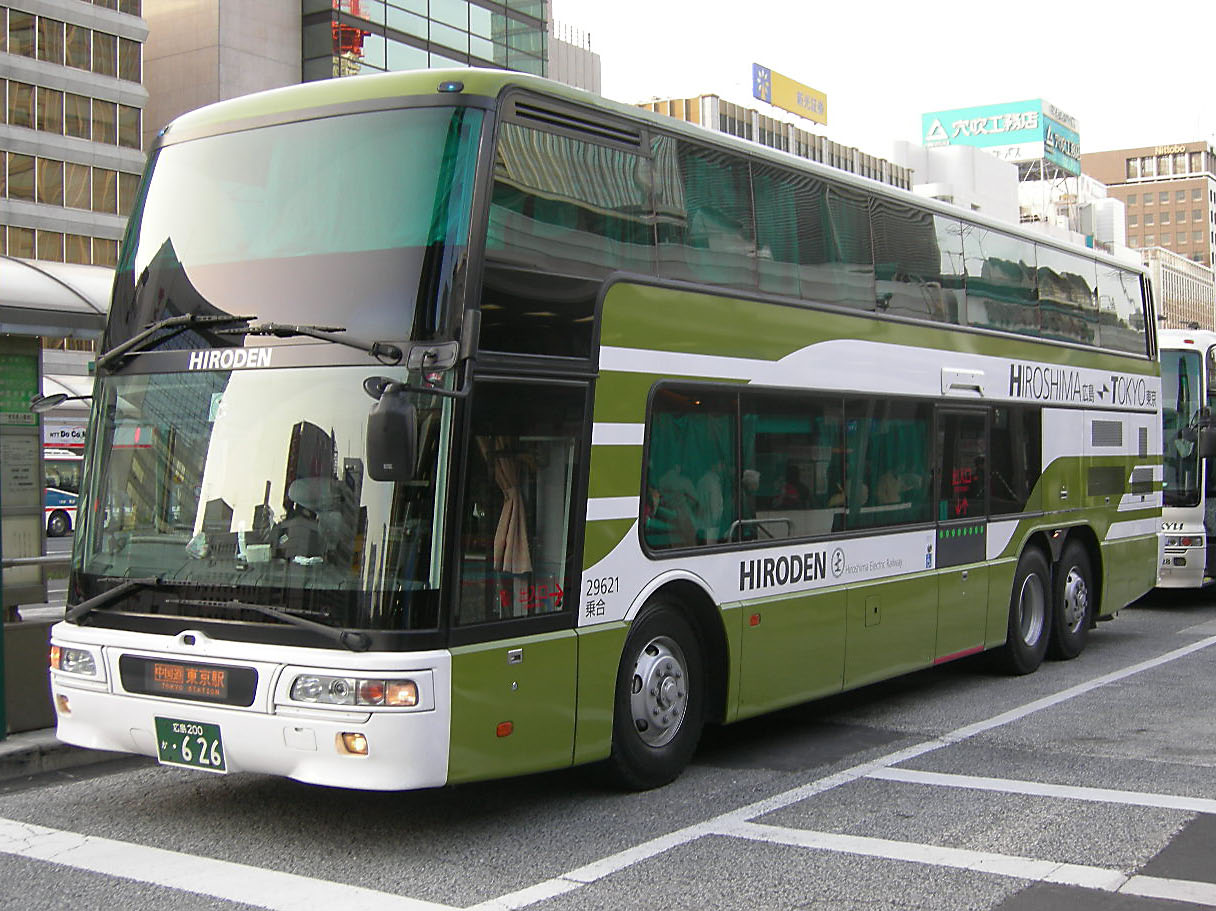
夜行高速バス（ニューブリーズ号）
ニューブリーズ号運行終了後はグランドアロー号へ転用

  - 共同運行：中国JRバス・小田急シティバス（現・小田急ハイウェイバス）・JRバス関東
    - 2008年6月1日出発便をもって撤退し、小田急シティバス担当便の運行支援業務も中国JRバスに移管。中国JRバス・小田急ハイウェイバスの2社はその後も運行を続けたが、新型コロナウィルス感染拡大に伴う需要低迷や小田急ハイウェイバスの乗務員不足を理由に2023年を以て路線廃止となった。
- ファンタジア号（広島 - 名古屋）
  - 共同運行：名古屋鉄道（現名鉄バス）
- 加計 - 安佐（飯室） - 広島北IC - 千代田 - 三次 - 庄原 - 東城 - 大阪（新大阪）
  - 共同運行：中国バス・阪急バス
    - 中国バス・阪急バスの2社は現在も運行。
    - 1984年の開設当時、新大阪 - 加計間は日本最長距離の昼行高速バスだった。
    - 夏・冬の長期休暇シーズンに、広島BC - 千代田 - 新大阪の臨時便が運行されたこともあった。
- メリーバード号（広島 - 鳥取）
  - 共同運行：日本交通・日ノ丸自動車
    - 1994年に共同運行から撤退、発券業務のみ。
- ミリオン号（広島 - 北九州・福岡）
  - 共同運行：西日本鉄道
- 広島 - 吉和 - 鹿野 - 山口米屋町 - 湯田温泉通
  - 共同運行：防長交通
    - 当時は山陽自動車道が開通しておらず、中国自動車道経由であった。
    - いったん路線廃止されたが、後に山陽道経由で防長交通の単独運行で復活。発券業務は広交観光へ。
- 広島 - 吉和
  - 上記広島 - 山口の区間便ではなく、直通一般路線バスの載せ替えであった。
  - 吉和IC利用の直通便ではなく戸河内ICを利用し、戸河内 - 吉和間は一般道運行であった。なお、一時期[広島-もみの木森林公園]高速道経由便が存在したが、こちらは五日市IC-吉和IC経由の直行であった。
- 広島 - 帝釈峡 - 神竜湖（季節運行）
  - 4月29日 - 11月の第2日曜日までの間の日曜・祝日に広島BC - 中国自動車道 - 東城IC（東城には広島電鉄が独自にバス停を設置）[48] を経由して運行していたが（広島発8:20、神竜湖発15:30で所要時間は2時間8分）、1992年5月31日をもって運休となった。
- 広島 - 江津
  - 共同運行:石見交通 上荒神原・浜田・有福温泉を経由。

- 広島 - 益田
  - 共同運行:石見交通 浜田・周布・三隅を経由。
  - 後に別経路で広島 - 益田間を運行する石見交通新広益線を「広島 - 益田線」として共同運行したが、こちらも運行から撤退した。イワミツアー広島支店と共同で行っていた広島側での運行支援業務からも撤退。
- 広島 - 三井アウトレットパーク倉敷（広島バスセンター - 新白島駅 - 不動院 - 中筋駅 - 三井アウトレットパーク倉敷 2014年3月21日 - 2019年3月31日の日曜・祝日に運行）

広島市と岡山県倉敷市にある三井アウトレットパーク倉敷を結ぶ。臨時便扱いで、日祝日に昼行便が1日1往復運行されていた。バス事業本部・広島北営業課が担当。
路線概要
- 2014年に開設。当初は1年間の期間限定の運行だったが、好評につき期間の延長、停車停留所の新設を行った。2014年度・2015年度は土曜・日曜・祝日の運行、2016年4月3日運行分より、日曜・祝日のみの運行に縮小された。
- 所要時間は片道2時間25分。八幡PAで10分の休憩停車。
- 運賃は、大人片道3,000円、往復3,990円、小児片道1,500円、往復2,000円。

路線沿革
- 2014年2月20日 広島〜三井アウトレットパーク倉敷線の運行開始を発表。この時、運行日を「2015年3月29日までの土曜・日祝日」と発表していた。
- 2014年3月21日 運行開始
- 2015年3月3日 運行日を「2016年3月27日までの土曜・日祝日」に変更
- 2015年4月4日 ダイヤ改正 上下線共に、新白島駅を停車停留所に設定
- 2016年4月3日 運行日が日曜・祝日のみに減少。
- 2019年2月26日　2019年3月31日の便を最後に運転を終了することを発表。

- いさりび号（広島 - 浜田）
  - 2025年1月31日をもって、広島電鉄便の運行を終了[52]。

## 路線バス
- 会社のコーポレートカラーである緑色に塗られているため、青バスと呼ばれる。
- 原則として対キロ区間制に基づく運賃制度を導入している[53] が、広島市内中心部などは他の事業者と歩調を合わせる形で均一運賃制度を敷いている[54][55][56][57][58]。また、特定の停留所で60分以内に乗継利用した場合に第二利用の運賃を割り引き、直通利用した時と同じ運賃で利用できる直通乗継割引制度がある[58][59][60][61][62]。
- 乗車方法は、中乗り・前降り・運賃後払い方式を基本とする[63]。
- 定期券は広島バス・広島交通・芸陽バス・備北交通・中国JRバス（広島県内）・ボン・バスとの並行区間で相互利用可能[64][65][66]。
- 広島交通と（紙製）北部線共通定期券の発行を行っており、一部のバス（広島駅・広島バスセンターから国道54号線を経由するバスの大半）で利用可能となっている（2018年6月30日をもって販売終了）。
- 詳細は広島電鉄サイト[46] を参照。

### フリー乗車券
呉地区では、利用範囲や条件の異なる2種類のフリー乗車券を発売している。いずれも有効期間は1日。
土日祝限定・エリア限定　一日乗車券
旧呉市の中心部（おおむね東端は休山・西端はクレイトンベイホテル・南端は音戸の瀬戸・北端は二河公園）の路線で有効。呉エリアの各窓口、代売店、呉探訪ループバスの車内で発売。
呉エリア限定　一日乗車券
（熊野出張所管内は除く）呉エリア全線で有効。熊野出張所以外の呉エリアの各窓口で発売。

### 市内線
市内線には系統番号が与えられているが、路線名を系統番号ごとに「○○号線」と称するのが特徴となっている（広島バスも同様）。同一系統の経路・行き先違いは系統番号の枝番で区別している。なお、1号線・9号線・11号線・13号線・14号線・15号線・50号線は現在欠番となっている（かつての11号線にあたる区間は、現在は子会社のエイチ・ディー西広島が運行し、広電だった時代は西区役所までだったが、現在は八丁堀まで延長された。広島地区に共通の系統番号が導入された際には、11号線と14号線が割り当てられた。13号線は広島バス51号線との統合・再編によりエキまちループ線（101号線・102号線・103号線）となった。15号線は、現在は中国JRバスが運行（横川駅 → 広島センター）。50号線は現在も広島バスが運行。

#### 曙支所管轄
2号線
府中町方面に向かう路線である。県庁前-八丁堀-広島駅-矢賀入口の区間は毎時9-10便、矢賀入口-天神川駅北-浜田1丁目は毎時6-7便、浜田1丁目-浜田2丁目は毎時5便前後が運行されている。
- 2-1（府中永田発着）:県庁前 - 八丁堀 - 銀山町 - 稲荷町 - 広島駅 - 東区役所前 - 広電曙営業所前 - 曙町 - 矢賀新町 - 天神川駅北（イオンモール広島府中前） - 府中大橋 - 府中永田
  - 永田方面の終点は「府中永田転回場」（府中永田の70m先）。下りは平日のみ広島駅始発の運用がある。
- 2-2（府中山田発着）:県庁前 - 八丁堀 - 銀山町 - 稲荷町 - 広島駅 - 東区役所前 - 広電曙営業所前 - 曙町 - 矢賀新町 - 天神川駅北（イオンモール広島府中前） - 府中大橋 - えのみや - みくまり峡入口 - 府中山田
  - かつては、2-11系統（県庁前 - イオンモール広島府中 - 府中山田。平日のみの運行）、2-3系統（県庁前 - イオンモール広島府中。土曜・日曜・祝日のみの運行）が運行されていたが、2021年4月1日のダイヤ改正により廃止になった。
- 2-5（府中ニュータウン発着）:県庁前 - 八丁堀 - 銀山町 - 稲荷町 - 広島駅 - 東区役所前 - 広電曙営業所前 - 曙町 - 矢賀新町 - 天神川駅北（イオンモール広島府中前） - 府中大橋 - 府中郵便局前 - 安芸府中高校入口 - 府中ニュータウン
- 2-6（府中南小学校経由・府中ニュータウン発着）:県庁前 - 八丁堀 - 銀山町 - 稲荷町 - 広島駅 - 東区役所前 - 広電曙営業所前 - 曙町 - 矢賀新町 - 天神川駅北（イオンモール広島府中前） - 府中大橋 - 府中南小学校（向洋駅入口） - 府中郵便局前 - 安芸府中高校入口 - 府中ニュータウン
  - 2-5系統との違いは府中南小学校（向洋駅入口）を経由するところ。下りは広島駅始発の運用がある。
- 2-7（温品4丁目発着）:県庁前 - 八丁堀 - 銀山町 - 稲荷町 - 広島駅 - 東区役所前 - 広電曙営業所前 - 曙町 - 矢賀駅入口 - 大須3丁目 - 温品4丁目
- 2-7（府中山田発・総社会館経由）:府中山田 → 総社会館 → 矢賀駅入口 → 曙町 → 広電曙営業所前 → 東区役所前 → 広島駅 → 稲荷町 → 銀山町 → 八丁堀 → 県庁前

* 平日朝2便のみ運行。
- 2-8（市役所前着）:府中方面各地 → 曙町 → 広電曙営業所前 → 東区役所前 → 広島駅 → 紙屋町 → 市役所前

- 府中南公民館経由は2-12号線。

- 2-9（広島駅着）:府中永田/温品四丁目→曙町→東区役所前→広島駅
- 2-12（府中ニュータウン発・府中南公民館経由・市役所前着）:府中ニュータウン → 府中南公民館 → 曙町 → 広電曙営業所前 → 東区役所前 → 広島駅 → 紙屋町 → 市役所前
- （2-9廃止）:府中ニュータウン → 安芸府中高校入口 → 府中郵便局前 → 府中南公民館 → 府中南小学校入口 → 府中郵便局前 → 安芸府中高校入口 → 府中ニュータウン

* 平日朝1便のみ運行されていた。2016年のダイヤ改正で廃止。
- （2-9→2-10廃止）:府中ニュータウン → 安芸府中高校入口 → 府中郵便局前 → 府中南公民館 → 府中南小学校入口 → 府中郵便局前 → 安芸府中高校入口 → 府中ニュータウン

* 平日朝1便のみ運行されていた。府中南公民館で番号が変わる。2016年のダイヤ改正で廃止。
5号線
2020年1月26日のダイヤ改正で広島駅 - 大学病院前間はまちのわループ（都市循環線）（301号線・302号線・321号線・322号線・331号線・332号線）に移行され、広電曙営業所前 - 広島駅新幹線口 - 牛田早稲田団地間の路線に再編された。また、「にぎつ」（饒津）は正確には漢字表記である。広電曙営業所-広島駅新幹線口-牛田大橋-牛田早稲田団地の区間において毎時2-4便前後が運行されている。
- 5-1（上り）・5（下り）:広電曙営業所前 - 広島駅新幹線口 - 東照宮入口 - にぎつ - 神田橋 - 牛田大橋 - 牛田本町 - 牛田本町1丁目 - 女学院大学前 - 牛田早稲田団地
- 5-1（上り）・5（下り）:広電曙営業所前 - 広島駅新幹線口 - 東照宮入口 - にぎつ - ≪桜橋直行≫ - 女学院大学前 - 牛田早稲田団地
  - 桜橋直行便。平日朝に広電曙営業所前行き1本と牛田早稲田団地行き1本。にぎつ裏 - 牛田南間ノンストップ。
- 5-2（上り）・5（下り）:広島駅新幹線口 - 東照宮入口 - にぎつ - 神田橋 - 牛田大橋 - 牛田本町 - 牛田本町1丁目 - 女学院大学前 - 牛田早稲田団地
- 5-2（上り）・5（下り）:広島駅新幹線口 - 東照宮入口 - にぎつ - ≪桜橋直行≫ - 女学院大学前 - 牛田早稲田団地
  - 桜橋直行便。平日朝に広島駅新幹線口行き2本と牛田早稲田団地行き5本。にぎつ裏 - 牛田南間ノンストップ。

エキまちループ（都心循環線）

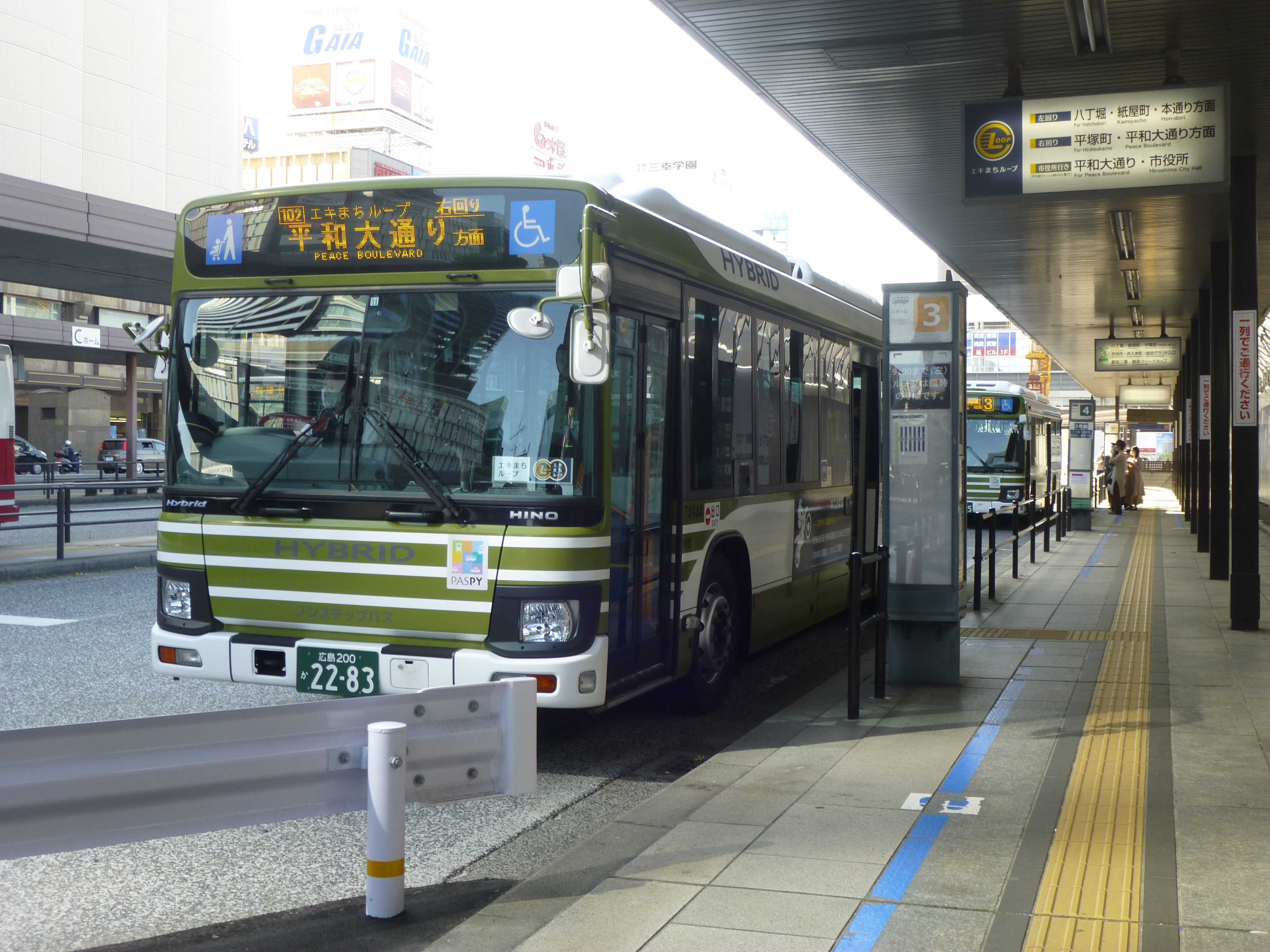
一般路線バス(エキまちループ)

広島バスと共同運行。2018年5月13日に、広電バス13号線と広島バス51号線との統合・再編により運行開始。一部便は広島中央が管轄。平日は毎時6便、土日祝は毎時5-6便が運行されている。
- 101（左回り）:広島駅 → （ノンストップ） → 八丁堀 → 紙屋町 → 本通り → 袋町 → 白神社前 → 並木通り入口 → 田中町 → 平塚町 → 稲荷町 → 広島駅
  - 循環バス。平日ダイヤの朝・夕ラッシュ時は運休、土曜・休日は終日運行。一部、広島駅始発・終着便あり。
- 101:市役所前 → 白神社前 → 並木通り入口 → 田中町 → 平塚町 → 稲荷町 → 広島駅
  - 平日夕ラッシュ時のみ。
- 102（右回り）:広島駅 → 稲荷町 → 平塚町 → 田中町 → 並木通り入口 → 白神社前 → 本通り → 紙屋町 → 八丁堀 → （ノンストップ） → 広島駅
  - 循環バス。平日ダイヤの朝・夕ラッシュ時は運休、土曜・休日は終日運行。一部、広島駅始発・終着便あり。
- 103:広島駅 → 稲荷町 → 平塚町 → 田中町 → 並木通り入口 → 白神社前 → 中電前 → 市役所前
  - 平日朝ラッシュ時のみ。

- 2018年5月11日までは13号線として平日朝に市役所行き（広島駅 → 稲荷町 → 平塚町 → 田中町 → 富士見町 → 小町 → 中電前 → 市役所前）・夕方に広島駅行き（市役所 → 白神社前 → 小町 → 田中町 → 平塚町 → 稲荷町 → 広島駅）として土曜休日運休で運行されていた。1999年3月までは小町から先、平和記念公園・西観音町・旭橋入口経由で広島西飛行場及び県自動車学校まで運行されていた。西飛行場行きだった時代から平日朝の一部は市役所行きだった。

まちのわループ（都市循環線）
301号線・302号線は広島バス・広島交通と共同運行、321号線・322号線と332号線→331号線は広島バスと共同運行。2020年1月26日に、広電バス5号線の一部（広島駅 - 大学病院前間）と広島バス26-1号線（段原旭町線）・31号線（翠町線）との統合・再編により運行開始。301,302号線は毎時3便、広島駅-段原中央-大学病院前の区間においては他のまちのわループなどと合わせて毎時6便が運行されている。
- 301（左回り）:広島駅新幹線口 → 女学院前 → 八丁堀 → 富士見町 → 日赤病院前 → 御幸橋 → 県病院前 → 県立広島大学前 → 旭町 → 出汐3丁目 → 大学病院前 → 大学病院入口 → 段原中央 → 段原一丁目 → 的場町 → 広島駅
  - 循環バス。日中のみ。旭2丁目は301号線のみ停車。
- 302（右回り）:広島駅 → 的場町 → 段原一丁目 → 段原中央 → 大学病院入口 → 大学病院前 → 出汐3丁目 → 旭町 → 県立広島大学前 → 県病院前 → 御幸橋 → 日赤病院前 → 富士見町 → 八丁堀 → 女学院前 → 幟町 → 広島駅新幹線口
  - 循環バス。日中のみ。保健所前・幟町は302号線のみ停車。
- 321（上り）・322（下り）:広島駅 - 的場町 - 段原一丁目 - 段原中央 - 大学病院入口 - 大学病院前
  - 朝夕のみ。
- 332→331:広島駅 → 的場町 → 段原一丁目 → 段原中央 → 大学病院入口 → 大学病院前 → 出汐3丁目 → 旭町 → 西旭町 → 出汐3丁目 → 大学病院入口 → 段原中央 → 段原一丁目 → 的場町 → 広島駅
  - 循環バス。逆廻りはない。朝のみ。旭町で番号が変わる。
- 332→331:広島駅 → 的場町 → 段原一丁目 → 段原中央 → 大学病院入口 → 大学病院前 → 出汐3丁目 → 旭町 → 西旭町 → 出汐3丁目 → 大学病院前 → 大学病院入口 → 段原中央 → 段原一丁目 → 的場町 → 広島駅
  - 循環バス。逆廻りはない。夕方のみ。旭町で番号が変わる。

#### イオンモールシャトル
広島駅新幹線口-イオンモール広島府中のシャトルバス。毎時3-4便運行されている。＜＞は、経由地、停車しない。
- （上り）広島駅新幹線口（シェラトンホテル前）→＜二葉の里歴史散歩道＞→イオンモール広島府中
- （下り）イオンモール広島府中→広島駅新幹線口（シェラトンホテル前）

#### 広島中央営業所管轄
3号線
- 3（上り）・3（下り）:広島駅 - 稲荷町 - 銀山町 - 八丁堀 - 紙屋町 - 本通り - 袋町 - 中電前 - 市役所前 - 大手町4丁目 - 加古町 - 舟入本町 - 新観音橋東・西 - 観音本町 - 南観音小学校前 - 総合グランド入口 - 観音三菱前 - 山陽学園前 - 観音マリーナ3-3（下り）:広島駅 → 稲荷町 → 銀山町 → 八丁堀 → 紙屋町 → 本通り → 袋町 → 中電前 → 市役所前 → 大手町4丁目 → 加古町 → 舟入本町 → 新観音橋東・西 → 観音本町 → 南観音小学校前 → 総合グランド入口 → 観音新町三丁目
- 両者の違いは終点のみ。かつては「観音三菱・広島ヘリポート」発着が存在した。袋町は、観音新町三丁目・観音マリーナ方面行きのみ停車する。
- 毎時5-6便以上が運行されている

平成30年5月14日のダイヤ改正により、広島ヘリポート行きおよび南観音七丁目行きが廃止。観音新町三丁目行き新設（広島ヘリポート発広島駅行きは存続）。また、始発繰り上げ、最終繰り下げが行われた。あわせて、観音新町三丁目ゆき深夜バスが平日1便設定される。また令和4年3月13日のダイヤ改正により広島ヘリポート発便が廃止され、全便観音マリーナホップもしくは観音新町三丁目発着となった。
令和6年12月2日よりマリーナホップ閉館に伴いバス停名が観音マリーナに変更になりバス停もマリーナホップ敷地内から観音マリーナ車庫付近へ移設となった
さらに令和7年2月1日よりバス停移設が行われ、上り線は山陽学園前もしくは観音新町3丁目始発となる。
6号線
- 牛田早稲田団地 → 女学院大学前 → 牛田本町1丁目 → 牛田旭 → 牛田本町 → 牛田大橋 → 白島町 → 逓信病院前 → 検察庁前 → 八丁堀 → 本通り → 袋町 → 中電前 → 市役所前 → 大手町4丁目 → 舟入本町→ 舟入小学校入口 → 江波営業所 → 江波トンネル北 → 江波三菱前 → 皿山公園 → 江波営業所
平日の朝に牛田旭始発3本、牛田旭行き本あり。
  - 方向幕は「江波営業所」行き。牛田旭を経由しない便がラッシュ時にあり。
- 牛田早稲田団地 → 女学院大学前 → 牛田本町1丁目 → 牛田本町 → 牛田大橋 → 白島町 → 逓信病院前 → 検察庁前 → 八丁堀 → 本通り → 袋町 → 中電前 → 市役所前 → 大手町4丁目 → 加古町 → 舟入本町 → 舟入小学校入口 → 江波営業所 → 江波トンネル北 → 江波三菱前
  - 方向幕は「江波」行き。牛田旭を経由しない便（朝晩）、牛田旭始発便（平日朝のみ）あり。上記との違いは、江波三菱前で方向幕を牛田方面行きに変え、そのまま牛田早稲田（牛田旭）まで運行すること。
- 牛田旭 → 牛田本町 → 牛田大橋 → 白島町 → 逓信病院前 → 検察庁前 → 八丁堀 → 本通り → 袋町 → 中電前 → 市役所前
  - 平日朝ラッシュ時のみ。
- 牛田早稲田団地 → 女学院大学前 → 牛田本町1丁目 → 牛田旭 → 牛田本町 → 牛田大橋 → 白島町 → 逓信病院前 → 検察庁前 → 八丁堀 → 本通り → 袋町 → 中電前 → 市役所前
  - 朝ラッシュ時に数本ある。
- 6-1:牛田早稲田団地 → 女学院大学前 → 牛田本町1丁目 → 牛田本町 → 牛田大橋 → 白島町 → 逓信病院前 → 検察庁前 → 八丁堀 → 本通り → 袋町 → 中電前 → 市役所前 → 大手町4丁目 → 加古町 → 新住吉橋 → ≪かきうち通り≫ → 江波小学校 → 江波三菱前 → 江波営業所
  - 方向幕は「かきうち通り（経由）江波営業所」行き。逆方向は無し。朝ラッシュ時の便と最終便は牛田旭を経由しない。休日運休。

牛田早稲田団地 → 女学院大学前 → 牛田本町1丁目 → 牛田本町 → 牛田大橋 → 白島町 → 逓信病院前 → 検察庁前 → 八丁堀 → 本通り → 袋町 → 中電前 → 市役所前 → 大手町4丁目 → 加古町 → 新住吉橋 → ≪かきうち通り≫ → 江波小学校 → 江波三菱前
- 方向幕は「かきうち通り（経由）江波」行き。逆方向は無し。朝晩に牛田旭を経由しない便あり。休日運休。舟入本町経由便同様、江波三菱で折り返し牛田方面行きとなる。

江波三菱前 → 江波営業所 → 舟入小学校入口 → 舟入本町 → 加古町 → 大手町4丁目 → 市役所前 → 中電前 → 本通り → 八丁堀 → 検察庁前 → 逓信病院前 → 白島町 → 牛田大橋 → 牛田本町 → 牛田旭
- 平日朝ラッシュ時5本のみの運行。ほか、平日朝ラッシュ時に舟入南発が運行される。

- 6-2:江波三菱前 → 皿山公園下 → 江波営業所 → 舟入小学校入口 → 舟入本町 → 加古町 → 大手町4丁目 → 市役所前 → 中電前 → 本通り → 紙屋町 → 八丁堀 → 検察庁前 → 逓信病院前 → 白島町 → 牛田大橋 → 牛田本町 → 牛田本町1丁目 → 女学院大学前 → 牛田早稲田団地

- 牛田旭を経由しない。平日朝のみの運行。牛田旭を経由しない。舟入南発もある。

- 6-3:江波三菱前 → 皿山公園下 → 江波営業所 → 舟入小学校入口 → 舟入本町 → 加古町 → 大手町4丁目 → 市役所前 → 中電前 → 本通り → 紙屋町 → 八丁堀 → 検察庁前 → 逓信病院前 → 白島町 → 牛田大橋 → 牛田本町 → 牛田旭 → 牛田本町 → 牛田本町1丁目 → 女学院大学前 → 牛田早稲田団地

牛田早稲田団地-牛田旭-八丁堀-舟入-江波三菱前の区間において毎時4便以上が運行されている。
かつては牛田旭～江波方面、牛田東～江波方面の2系統で運行されていた。牛田東でのバス発着は当時のひろでん牛田店（ユアーズ牛田店を経て現在はショージ牛田店）横に設けられたバス転回場で行っていた。牛田早稲田の宅地造成が進んだ1982年より牛田早稲田団地まで路線が延伸され、現在に近い路線形態となる。
8号線
- 8（上り）・8（下り）:横川駅 - 横川新町 - 中広中学校前 - 中広1丁目 - 天満町 - 西観音町 - 観音小学校前 - 旭橋入口 - 南観音小学校前 - 南観音7丁目 - 西税務署入口 - 総合グランド入口 - 観音三菱前 - 山陽学園前 - 観音マリーナ
  - 日休日全便運休。
- 8（上り）・8-1（下り）:横川駅 - 横川新町 - 中広中学校前 - 中広1丁目 - 天満町 - 西観音町 - 観音小学校前 - 旭橋入口 - 南観音小学校前 - 南観音7丁目 - 西税務署入口 - 総合グランド入口 - 観音新町三丁目
  - 平日・土曜日のみの運行。観音新町三丁目行は夜に1本、横川駅行は朝に1本のみ。

10号線
- 己斐(西広島駅) → （ノンストップ） → 中電前 → 市役所前 → 比治山橋 → 出汐町 → 大学病院 → 出汐3丁目 → 旭町 → 西旭町 → 出汐3丁目 → 出汐町 → 比治山橋 → 市役所 → 中電前 → （ノンストップ） → 己斐
  - 循環バス。平日ダイヤの朝・夕のみ運行。一部、市役所及び大学病院前始発・終着便あり。かつては大学病院を経由しない便や旭町発着も存在した。

西風みなとライン（湾岸線）
アルパーク - 広島港桟橋は広島バスが運行。
- 201（上り 広島港桟橋方面）・202（下り ジアウトレット広島方面）:免許センター・ジアウトレット広島 - アルパーク 乗り継ぎ アルパーク - 広島港桟橋
  - （免許センター - ）ジ・アウトレット広島 - 鈴が峰住宅 - 新井口駅 - アルパーク
  - アルパークで乗り継ぎ可能
  - アルパーク - 高速3号線 - 商工センター入口 - 草津町 - 庚午住宅入口 - 観音新町二丁目 - 広商入口 - 舟入南 - 吉島西 - ベイシティ宇品 - 広島港桟橋
  - 社会実験路線。何回か延長があり、現在は2025年9月28日まで運行予定。土曜日・日曜日・祝日・盆および年始のみ運行。

#### 仁保支所管轄
4号線
- 4（上り）・4-1（下り）:県庁前 - 八丁堀 - 広島駅前 - 的場町 - <<下り 段原四丁目 / 上り 段原中央>> - 東本浦 - 柞木（） - 仁保車庫前
- 4（上り）・4-2（下り）:県庁前 - 八丁堀 - 広島駅前 - 的場町 - <<段原四丁目/段原中央>> - 東本浦 - 仁保南団地 - 仁保車庫前
- 4（上り）・4-3（下り）:県庁前 - 八丁堀 - 広島駅前 - 的場町 - <<段原四丁目/段原中央>> - 東本浦 - 向洋新町車庫（洋光台）
  - 広島駅前は仁保方面ゆきが広島駅構内に停車するのに対し、県庁前ゆきは広島駅から離れた駅前大橋南詰交差点付近に停車する。
  - 的場町 - 東本浦間は仁保方面行きが段原四丁目、県庁行きが段原中央を経由する。
  - 県庁前-八丁堀-広島駅前-段原1丁目-東本浦の区間において毎時3-4便以上が運行されている。
  - かつては広島駅前発着便、渕崎発着便、ほうそぎ発着便が存在した。また、平日朝8時台に県庁前発の便及び夕方16時〜17時台に仁保方面発便のみ的場町を経由せず、荒神町を経由していたが、この取扱は2018年10/28のダイヤ改正で廃止となった。

7号線
- 7（上り）・7-1（下り）:県庁前 - 市役所前 - 東雲/仁保1丁目 - 柞木（） - 仁保車庫前
  - 日祝日運休。
- 7-1（下り）:横川駅前 → 中広 ➝ 本通り → 市役所前 → 東雲 → 柞木（） → 仁保車庫前
  - 平日朝1本のみ。仁保車庫→横川駅は全廃された。
- 7-1（下り）:上天満町 → 中広 ➝ 本通り → 市役所前 → 東雲 → 柞木（） → 仁保車庫前
  - 平日朝1本のみ。
- 7（上り）・7-3（下り）:県庁前 - 市役所前 - 東雲/仁保1丁目 - 向洋新町車庫（洋光台）
- 7（上り）・7-3（下り）:横川駅前 - 中広 - 本通り - 市役所前 - 東雲/仁保1丁目 - 向洋新町車庫（洋光台）
  - 平日朝2往復のみ。
- 7（上り）・7-3（下り）:上天満町 - 中広 - 本通り - 市役所前 - 東雲/仁保1丁目 - 向洋新町車庫（洋光台）
  - 平日朝1往復のみ。
- 両路線共に終着が紙屋町(紙屋町東電停前)、始発が県庁前となっている。また、横川駅前発は紙屋町（県庁前）を通過するため、原爆ドーム前又は本通りを利用することになる。
- 本通り-市役所前-仁保二丁目の区間において、41号線（矢野・熊野方面）と合わせて毎時2-4便以上が運行されている。
- かつては三篠発着便、仁保二丁目・渕崎発着便、急行便、女子商学園発着便が存在したほか、終日横川発着であった。横川 - 中広 -（紙屋町）間は高速4号線経由の郊外線が中広地区の市内線バス停に全便停車するようになったのを契機に2003年に減便されて現在に至る[72]。

12号線
- 12（上り）・12-1（下り）:東浄小学校 - 戸坂中学校 - 戸坂南2丁目 - 専教寺前（広島城北学園入口） - 桜ヶ丘団地入口 - 戸坂小学校 - 千足 - 天水（） - 不動院 - 牛田新町1丁目 - 東区スポーツセンター入口 - 牛田本町 - 牛田大橋 - 白島町 - 逓信病院前 - 女学院前 - 八丁堀 - 富士見町 - 御幸橋 - 県病院前 - 仁保沖町
  - 平日は午前中3本、土曜・休日は1本のみ御幸橋発、東浄小学校ゆきがある。また、平日に1本東区スポーツセンター発、仁保沖町ゆきがある。始発から8時台まで戸坂県道の混雑回避のため下りのみ戸坂市道に迂回する。とうかさん・えびす講の中央通り通行止め時は紙屋町・本通り経由で運行され、新天地を通らない。
- 12（上り）・12-4（下り）:東浄小学校 - 戸坂中学校 - 戸坂南2丁目 - 専教寺前（広島城北学園入口） - 桜ヶ丘団地入口 - 戸坂小学校 - 千足 - 天水 - 不動院 - 牛田新町1丁目 - 東区スポーツセンター入口 - 牛田本町 - 牛田大橋 - 白島町 - 逓信病院前 - 女学院前 - 八丁堀 - 段原中央 - 大学病院入口 - 出汐3丁目 - 旭町
  - 平日朝のみ運行。土曜・休日運休。始発から8時台まで戸坂県道の混雑回避のため下りのみ戸坂市道に迂回する。とうかさん・えびす講の中央通り通行止め時は比治山下経由で運行され、新天地を通らない。
  - かつては、夕方や土曜も運行されていたが、2021年4月1日のダイヤ改正により廃止になった。
- 12-2（下り）:急行:東浄小学校 ➝ 戸坂中学校 ➝ 戸坂南2丁目 ➝ 専教寺前（広島城北学園入口） ➝ 桜ヶ丘団地入口 ➝ 千足 →天水 → （ノンストップ）→ 新白島駅 → （ノンストップ） →   女学院前 → 八丁堀 → 富士見町 → 御幸橋 → 県病院 → 仁保沖町
  - 平日朝仁保沖町行きのみ運行。戸坂県道の混雑回避のため下りのみ戸坂市道に迂回する。天水→新白島駅→女学院前間ノンストップ。
- 12-3（下り）:東浄小学校 ➝ 戸坂中学校 ➝ 戸坂南2丁目 ➝ 専教寺前（広島城北学園入口） ➝ 桜ヶ丘団地入口 ➝ 桜ヶ丘集会所前 ➝ 天水 ➝ 牛田新町1丁目 ➝ （ノンストップ） → 新白島駅 ➝ （ノンストップ） → 本通り ➝ 市役所前 ➝ 国泰寺町 ➝ 南竹屋町 ➝ 御幸橋 ➝ 県病院 ➝ 仁保沖町
- 12-3（上り）:仁保沖町 ➝ 県病院 ➝ 御幸橋 ➝ 南竹屋町 ➝ 国泰寺町二丁目 ➝ 市役所前 ➝ 本通り ➝ （ノンストップ） → 新白島駅 ➝ （ノンストップ） → 牛田新町1丁目 ➝ 天水 ➝ 桜ヶ丘集会所前 ➝ 桜ヶ丘団地入口 ➝ 専教寺前（広島城北学園入口） ➝ 戸坂南2丁目 ➝ 戸坂中学校 ➝ 東浄小学校
  - 市役所前、戸坂桜ヶ丘団地経由便。平日朝に仁保沖町行き3本と市役所前行き1本、平日夕に東浄小学校行き3本。牛田新町1丁目 - 本通り間ノンストップ。

東浄小学校-牛田本町-八丁堀-仁保沖町の区間において毎時4-5便が運行されている。
ジ・アウトレット広島線
- 広島駅新幹線口 - ≪高速4号線≫ - 広域公園前駅 - ジ・アウトレット広島
  - 月水金土休日のみ運行。

### 郊外線
郊外線は広島南・広島北の2つの営業所が担当する。2014年11月より、路線番号を導入している。

#### 広島南営業所管轄
西方面のバスのうち廿日市市に乗り入れる路線と廿日市市内のみを走行する路線は廿日市出張所が担当する。クレアラインについてはクレアラインを参照。
西広島バイパスを経由する全ての路線（広島バスセンターおよび、田方または鈴が峰住宅を経由する路線）は、平日・土曜日に古江を通過する朝7:00 - 8:30の上りの便については、規制によりバイパス本線ではなく側道を経由する。その場合（田方）→ 広島学院入口 → 古江（側道・古江バスストップではない）というルートになる。
山田団地・美鈴が丘高校線
- 52（上り）・52-1（下り）:（広島駅 ← 女学院前 ← ）広島センター - 十日市 - 西区役所前 - 己斐 - 古江 - 田方 - 広島高等技術専門校前 - 美鈴モール前 - 山田団地 - 山田団地車庫前
  - 平日ダイヤ朝のみ広島駅行あり。かつては昼間時間帯にも広島駅発着便があったが[73]、朝以外の便は廃止された。月～土曜日の夜間に運行される1便と深夜バスは八丁堀（福屋前）発であった。
- 52（上り）・52-2（下り）:（広島駅 ← 女学院前 ← ）広島センター - 十日市 - 西区役所前 - 己斐 - 古江 - 田方 - 広島高等技術専門校前 - 美鈴モール前 - 美鈴が丘高校
  - 平日ダイヤ朝のみ広島駅行便が1本あり。
- 54（上り）・54-1（下り）:広島センター - 本通り - 中電前 - 市役所前 - 大手町4丁目 - 加古町 - 舟入本町 - 観音本町 - 旭橋入口 - 古江 - 田方 - 広島高等技術専門校前 - 美鈴モール前 - 山田団地 - 山田団地車庫前
  - 平日のみの運行。
- 54（上り）・54-2（下り）:広島センター - 本通り - 中電前 - 市役所前 - 大手町4丁目 - 加古町 - 舟入本町 - 観音本町 - 旭橋入口 - 古江 - 田方 - 広島高等技術専門校前 - 美鈴モール前 - 美鈴が丘高校
  - 平日は上り4本・下り3本、土曜日は下り2本、休日は全便運休。
- 28（上り）・28-1/28-2（下り）:アルパーク - 新井口駅 - （井口1丁目） - 鈴が峰住宅 - （田方） - 広島高等技術専門校前 - 美鈴モール前 - 山田団地 - 山田団地車庫前/美鈴が丘高校
  - 井口1丁目は下り、田方は上りのみ停車。美鈴が丘高校行は平日の朝ラッシュ時に2本と休日朝の下り1便のみ。
- 2（上り）・2-1（下り）:五日市駅北口 - 中地 - 八幡東小学校 - 高井 - 美鈴が丘小学校 - 美鈴モール前 - 山田団地 - 山田団地車庫前
- 2（上り）・2-2（下り）:五日市駅北口 - 中地 - 八幡東小学校 - 高井 - 美鈴が丘高校
  - 美鈴が丘高校行はいずれも朝のみ平日3便、土曜2便、休日1便。五日市駅行は平日の夕方1便のみ。

井口台パークタウン線
- 53（上り）・53-7（下り）:広島センター - 十日市 - 西区役所前 - 己斐 - 古江 - （田方） - 鈴が峰住宅 - 井口台小学校前 - 井口台パークタウン
  - 田方経由は平日3本のみ。
- 55（上り）:井口台パークタウン → 井口台小学校前 → 鈴が峰住宅 → 田方 → 旭橋入口 → 観音本町 → 舟入本町 → 加古町 → 市役所前 → 中電前 → 本通り → 広島センター
  - 平日の朝1便のみ。
- 28（上り）・28-7（下り）:アルパーク - 新井口駅 - 田方西/鈴が峰小学校下 - 鈴が峰住宅 - 井口台小学校前 - 井口台パークタウン
  - 下りは田方西、上りは鈴が峰小学校下を経由する。
- 28（上り）:井口台パークタウン → 井口台小学校前 → 鈴が峰住宅西 → ≪途中ノンストップ≫ → 新井口駅 → アルパーク
  - 急行便、平日ダイヤ上り朝2便のみ。

東観音台団地線
- 55（上り）・55-5（下り）:広島センター - 本通り - 中電前 - 市役所前 - 大手町4丁目 - 加古町 - 舟入本町 - 観音本町 - 旭橋入口 - 古江 - [田方] - ≪西広島バイパス≫ - 鈴が峰住宅 - 鈴が台 - 佐伯区民文化センター前 - 地毛 - 東観音台団地
  - 田方に停車するのは、平日ダイヤ3本のみ。平日ダイヤの朝に東観音台発本通りゆきと舟入本町発東観音台ゆきが各1本設定されている。
- 3（上り）・3-5（下り）:五日市駅南口 - 佐伯区役所前 - 楽々園 - 広島工大入口 - 五日市観音中学校 - 五日市高校 - 東観音台団地
  - 平日ダイヤの朝に楽々園を始発とする便が3本、終着とする便が2本ある。
- 1（上り）・1-5（下り）:五日市駅北口 - 岡の下橋 - 地毛 - 東観音台団地
  - 平日ダイヤ朝に下り2本、上り1本のみ運行。

薬師が丘線
- 55（上り）・55-1（下り）:広島センター - 本通り - 中電前 - 市役所前 - 大手町4丁目 - 加古町 - 舟入本町 - 観音本町 - 旭橋入口 - 古江 - [田方] - ≪西広島バイパス≫ - 鈴が峰住宅 - 鈴が台 - 佐伯区民文化センター前 - 地毛 - （植物公園） - 薬師が丘団地
  - 植物公園には、薬師が丘団地発着9時以降15時までは下りが、12時以降17時までは上りが停車する。田方停車便は平日4本のみ。
- 1（上り）・1-1（下り）:五日市駅北口 - 岡の下橋 - 地毛 - [植物公園] - 薬師が丘団地
  - 植物公園には、薬師が丘団地発着15時までは下りが、11時以降17時までは上りが停車する。

彩が丘団地線
- 54（上り）・54-4（下り）:広島センター - 本通り - 中電前 - 市役所前 - 大手町4丁目 - 加古町 - 舟入本町 - 観音本町 - 旭橋入口 - 古江 - [田方] - 広島高等技術専門校前 - 美鈴モール前 - 美鈴が丘小学校前 - 高井 - 三和中学入口 - 彩が丘団地
  - 土休日運休。
- 55（上り）・55-4（下り）:広島センター - 本通り - 中電前 - 市役所前 - 大手町4丁目 - 加古町 - 舟入本町 - 観音本町 - 旭橋入口 - 古江 - [田方] - ≪西広島バイパス≫ - 鈴が峰住宅 - 鈴が台 - 佐伯区民文化センター前 - 地毛 - 八幡学校 - 三和中学入口 - 彩が丘団地
- 1（上り）・1-4（下り）:五日市駅北口 - 岡の下橋 - 地毛 - 八幡学校 - 三和中学入口 - 彩が丘団地

藤の木団地線
- 52（上り）・52-3（下り）:広島センター - 十日市 - 西区役所前 - 己斐 - 古江 - 田方 - 広島高等技術専門校前 - 美鈴モール前 - 美鈴が丘小学校前 - 高井 - 三和中学入口 - 河内農協 - 藤の木団地
  - 平日ダイヤ2往復のみ運行。
- 55（上り）・55-3（下り）:広島センター - 本通り - 中電前 - 市役所前 - 大手町4丁目 - 加古町 - 舟入本町 - 観音本町 - 旭橋入口 - 古江 - [田方] - ≪西広島バイパス≫ - 鈴が峰住宅 - 鈴が台 - 佐伯区民文化センター前 - 地毛 - 八幡学校 - 三和中学入口 - 河内農協 - 藤の木団地
  - 田方に停車するのは平日ダイヤ2本のみ。
- 1（上り）・1-3（下り）:五日市駅北口 - 岡の下橋 - 地毛 - 八幡学校 - 三和中学入口 - 河内農協 - 藤の木団地
- 60（上り）・60-3（下り）:広島センター - 中広町 - ≪高速4号線≫ - 沼田料金所前 - 大塚駅 - 広域公園前駅（広島修道大学入口） - 平岩陸橋（免許センター入口） - 藤の木団地
  - 平日ダイヤは7往復、土曜・休日ダイヤは4往復。
- 60（上り）:藤の木団地 → 平岩陸橋（免許センター入口） → 広域公園前駅（広島修道大学入口） → 大塚駅 → 沼田料金所前 → ≪高速4号線≫ → 中広町 → 十日市 → 紙屋町 → 本通り → 中電前 → 市役所前
  - 平日ダイヤ朝2本のみ。

岡の下橋・地毛線
- 1（上り）:地毛 → 岡の下橋 → 五日市駅北口
  - 土曜・休日ダイヤ夜に上り1本のみ運行。

湯来・杉並台団地線
- 4（上り）・4-1/4-2（下り）:五日市駅南口 - 佐伯区役所前 - 楽々園 - 広島工大入口 - 岡の下橋 - 地毛 - 八幡学校 - 三和中学入口 - 河内農協 - 八幡川峡 - 魚切ダム - 湯来川角 - [杉並台団地] - 湯来南高校 - 大橋 - 湯来温泉 - 湯来ロッジ前
  - 杉並台団地を経由しないのは平日の楽々園発湯来ロッジ前行1本のみ。
  - 平日ダイヤの朝に楽々園を始発とする便が2本、終着とする便が3本ある。

##### 廿日市出張所管轄
宮園・四季が丘団地線
- 55（上り）・55-2（下り）:広島センター - 本通り - 中電前 - 市役所前 - 大手町4丁目 - 加古町 - 舟入本町 - 観音本町 - 旭橋入口 - 古江 - [田方] - ≪西広島バイパス≫ - 鈴が峰住宅 - 鈴が台 - 佐伯区民文化センター前 - 佐方 - 七尾中学校 - 四季が丘（ - 四季が丘北）
  - 土曜ダイヤは4往復のみ。休日ダイヤは全便運休。四季が丘北に直通するのは1日1往復のみ。平日ダイヤのみ、急行（陽光台4丁目 - 田方間、古江 - 舟入本町間通過）の広島バスセンター行及び急行（古江 - 佐方間の停車が鈴が台・波出石・千同・坪井のみ）の宮園・四季が丘行も設定されている。田方に停車するのは平日ダイヤ朝2本のみである。
- 60（上り）:四季が丘 → ≪山陽道≫ → 広域公園前駅（広島修道大学入口） → 大塚駅 → 沼田料金所前 → ≪高速4号線≫ → 中広町 → 十日市 → 紙屋町 → 本通り → 市役所前
  - 平日ダイヤ朝3便のみ運行されていた。平成25年11月18日に経路が変更され、山陽道への入口が廿日市ICから宮島SA（スマートIC）に変更となった。[74]
- 12 :廿日市市役所前駅 - 廿日市市役所 - ゆめタウン廿日市 - 宮内串戸駅 - 四季が丘/四季が丘北
  - 土休日ダイヤの1往復はゆめタウン廿日市を経由しない。四季が丘北発着便は、平日ダイヤは四季が丘北発2便、土休日ダイヤは四季が丘北発2便と着1便が設定されている。
- 12 :宮内串戸駅 - 四季が丘/四季が丘北
  - 土休日ダイヤは朝・夜のみ運行。四季が丘北発着便は、平日ダイヤは四季が丘北発3便と着3便、土休日ダイヤは四季が丘北発2便と着1便が設定されている。

佐伯線
- 13:廿日市市役所前駅 - 廿日市市役所 - 宮内串戸駅 - 明石 - 佐伯工業団地入口 - 玖島分れ - 友和学校 - 友和郵便局 - 玖波分れ - 佐伯中学校前 - さいき文化センター - 佐伯支所 - 津田
  - 宮内串戸駅発着便が平日ダイヤのみ着2便と発1便が設定されている。

阿品台線
- 55（上り）・55-6（下り）:広島センター - 本通り - 中電前 - 市役所前 - 大手町4丁目 - 加古町 - 舟入本町 - 観音本町 - 旭橋入口 - 古江 - [田方] - ≪西広島バイパス≫ - 鈴が峰住宅 - 鈴が台 - 佐伯区民文化センター前 - 佐方 - 七尾中学校 - 阿品台西 - 廿日市西高校前 - 阿品台北
  - 土休日は全便運休。田方には朝1本が停車する。
  - ローカル路線バス乗り継ぎの旅の一行がこの路線に3度乗車しており、初回はJR阿品駅からおおのハートバスに乗り継ぎ宮島口駅へ、以降2回はバスセンターから芸陽バスで西条駅を経由して竹原駅へ向かっている。
- 16（上り）・16-6/16-7（下り）:広電阿品駅 - [ナタリーマリナタウン] - JR阿品駅 - [ 日赤看護大学 ] - 阿品台東小学校 - 阿品台北
  - 日赤看護大学は主に阿品台北行の午前中の便と阿品駅行の午後の便が経由する。
  - JR阿品駅発便が平日ダイヤに朝1便ある。
- 15（上り）・15-6/15-7（下り）:広電阿品駅 - [ナタリーマリナタウン] - JR阿品駅 - 廿日市西高校前 - 阿品台北/日赤看護大学
  - JR阿品駅発便が平日ダイヤに朝3便ある。阿品台北行は平日ダイヤに朝1便、日赤看護大学行は平日ダイヤに朝5便、土休日ダイヤに朝1便ある。
  - 広電阿品駅行は日赤看護大学発が平日ダイヤに夕3便ある。

#### 広島北営業所管轄
高速バスについては#高速バスを参照。
あさひが丘線[70]
- 70-3（下り）:広島センター → 紙屋町 → 十日市 → 広瀬町 → 横川駅前 → ≪新道≫ → 大宮 → 祇園大橋北 → 西原 → NHK放送所前 → 祇園出張所前 → 安佐南警察署前 → 下古市 → 古市小学校前→ 安佐南区福祉センター前 → 大町 → 相田 → 安田女子大入口 → 安小学校 → 上安駅 → 安佐動物公園 → あさひが丘
  - かつては広島駅発であったが、2021年1月24日のダイヤ改正で広島センター発に変更された。
  - 2019年4月1日のダイヤ改正で深夜バス（下りのみ）は廃止された。
- 70H（上り）:あさひが丘 → 安佐動物公園 → 上安駅 → 安小学校 → 安田女子大入口 → 相田 → 大町 → 安佐南区福祉センター前 → 下古市 → 安佐南警察署前 → 祇園出張所前 → NHK放送所前 → 西原 → 祇園大橋北 → 大宮 → ≪新道≫ → 横川駅前 → 広瀬町 → 十日市 → 紙屋町 → 八丁堀
  - かつては広島駅行であったが、2021年1月24日のダイヤ改正で八丁堀行に変更された。
- 70-4（下り）:広島センター → 紙屋町 → 十日市 → 広瀬町 → 横川駅前 → ≪新道≫ → 大宮 → 祇園大橋北 → 西原 → NHK放送所前 → 祇園出張所前 → 安佐南警察署前 → 下古市 →古市小学校前→ 安佐南区福祉センター前 → 大町 → 相田 → 安田女子大入口 → 安小学校 → 上安駅 → 高取駅 → 長楽寺駅 → 伴安 → 沼田高校
  - 平日ダイヤのみ運行。沼田高校行3本のみの運行。
  - かつては広島駅発であったが、2019年4月1日のダイヤ改正で広島センター発に変更された。
- 70H（上り）:沼田高校 → 伴安 → 長楽寺駅 → 高取駅 → 上安駅 → 安小学校 → 安田女子大入口 → 相田 → 大町 → 安佐南区福祉センター前 → 下古市 → 安佐南警察署前 → 祇園出張所前 → NHK放送所前 → 西原 → 祇園大橋北 → 大宮 → ≪新道≫ → 横川駅前 → 広瀬町 → 十日市 → 紙屋町 → 八丁堀
  - 平日ダイヤのみ運行。八丁堀行6本のみの運行。
  - かつては広島駅行であったが、2021年1月24日のダイヤ改正で八丁堀行に変更された。
- 70-4（上り）:あさひが丘 → 安佐動物公園 → 上安駅 → 高取駅 → 長楽寺駅 → 伴安 → 沼田高校
  - 平日ダイヤ朝3便のみ
- 65（上り）・65-3（下り）:広島センター - 横川駅前 - 中広中学校前 - ≪高速4号線≫ - 市立大学前 - 三菱団地入口 - 伴安 - 上安 - 上安駅 - 安佐動物公園 - あさひが丘
  - 平日ダイヤのみ運行。

三段峡線　（JR西日本可部線廃止代替バス）
- 74K/74（上り）・74-7（下り）:広島センター - 広瀬町 - 横川駅前 - ≪新道≫ - 大宮 - 祇園大橋北 - 西原 - NHK放送所前 - 祇園出張所前 - 安佐南警察署前 - 下古市 - 古市小学校前 - 中須 - 下緑井 - 広島インター入口 - 緑井天満屋前 - ≪佐東バイパス≫ - 佐東出張所口 - 城南中学校前 - 八木峠（やぎだお） - 太田川橋東 - 中島駅口 - 広島文教大学入口 - 可部駅前 - 可部上市 - 安佐北区民文化センター入口 - 福王寺口 - 上大毛寺（かみおおもじ） - 広島北インター - 安佐営業所 - 清和中学校前 - 安佐出張所 - 飯室西 - 上布 - 小浜 - 船場 - 澄合 - 久日市（さかいち） - 坪野 - 附地 - 津浪 - 香草 - 加計中央 - 木坂 - 加計病院 - 上堀 - 上殿中央 - 戸河内ICバスセンター - 戸河内土居 - 戸河内中学校 - 安芸太田町役場 - 三段峡
  - 可部駅前発の三段峡行2便と三段峡発の可部駅前行2便あり。
- 75K（上り）・75（下り）:広島センター - 広瀬町 - 横川駅前 - ≪新道≫ - 大宮 - 祇園大橋北 - 西原 - NHK放送所前 - 祇園出張所前 - 安佐南警察署前 - 下古市 - 古市小学校前 - 古市駅 - ≪高速≫ - 沼田PA - 久地BS - 広島北インター - 加計BS - 戸河内ICバスセンター - 戸河内土居 - 戸河内中学校 - 安芸太田町役場 - 三段峡
  - 1日上り3便、下り5便。

1970年代から80年代初頭にかけて派生路線として筒賀坂原や松原発着便が存在した。
また、可部駅から今井田経由で三段峡まで行く便も存在した。
豊平・琴谷線[73]
- 73K（上り）・73-9（下り）:広島センター - 広瀬町 - 横川駅前 - ≪新道≫ - 大宮 - 祇園大橋北 - 西原 - NHK放送所前 - 祇園出張所前 - 安佐南警察署前 - 下古市 - 古市小学校前 - 中須 - 下緑井 - 広島インター入口 - 中緑井 - 七軒茶屋 - 梅林小学校前 - 八木峠 - 八木小学校前 - 中八木 - 太田川橋東 - 中島駅口 - 広島文教大学入口 - 可部駅前 - 可部上市 - 安佐北区民文化センター入口 - 福王寺口 - 上大毛寺 - 広島北インター - 安佐営業所 - 森城団地中央 - 鈴張 - 烏帽子 - 豊平診療所 - 豊平南小学校 - 豊平中学校 - 豊平支所 - 琴谷車庫
  - かつては、今吉田発着の便も存在したが2022年10月1日より広島交通に譲渡した。

上根・吉田線[72]
大林2丁目は広島センター行のみが停車。
- 72K（上り）・72-4（下り）:広島センター - 広瀬町 - 横川駅前 - ≪新道≫ - 大宮 - 祇園大橋北 - 西原 - NHK放送所前 - 祇園出張所前 - 安佐南警察署前 - 下古市 - 古市小学校前 - 中須 - 下緑井 - 広島インター入口 - 中緑井 - 七軒茶屋 - 梅林小学校前 - 八木峠 - 八木小学校前 - 中八木 - 太田川橋東 - 中島駅口 - 広島文教大学入口 - 可部駅前 - 可部上市 - 可部中学校 - 町屋記念碑前 - [ 大林2丁目 ] - 大林 - 下浜ヶ谷 - 上大林 - 上根峠 - 八千代小学校前 - 八千代支所前 - 水無 - 勝田 - 入江 - 愛郷小学校 - 大和重工前 - 吉田病院 - ≪安芸高田市役所前/吉田小学校≫ - 広電吉田出張所
- かつては、上大林発着便（72K・72-2）が平日には6往復、土曜日には7往復、休日には5往復（かつては[75] 下浜ヶ谷発着であった）、下土師（しもはじ）発着便（72K・72-3）があったが2021年4月1日のダイヤ改正により廃止になった。
- かつては、平日のみ広島駅行（72G）6本と発便（72-4）3本もあったが2021年4月1日のダイヤ改正により廃止になった。
  - 吉田小学校は吉田行が朝のみ経由。

三次線
かつて、広島 - 三次 - 庄原 - 東城線のうち、広電バスでは三次発着便のみは一般路線バス扱いとなっていた。詳細は同記事を参照。

#### 西風新都支所管轄
花の季台・こころ団地線(62,63)
いずれの路線も中広町を経由するのはバスセンター行は午前中、西風新都方面行は午後である。土日祝日は中広町は経由せず、全便横川駅前経由である。市立大学前、リハビリセンター前には停車しない便もある。平成20年のダイヤ改正で一旦は廃止されたものの、平成29年9月19日のダイヤ改正で平日朝花の季台始発で1便、こころ西風梅苑始発で2本のみ、横川駅前行が再び復活したが、2021年4月1日の改正で廃止された。深夜バスが設置される前は、平日のこころ行最終便が花の季台経由で運行されていたことがあった。前者については、後述の横川駅前発修道大学行の車両送り込みを兼ねていた。
- 63/62（上り）・63-1/62-1（下り）:広島センター - ≪横川駅前 - 中広中学校前/中広町≫ - ≪高速4号線≫ - [ 市立大学前 ] - 沼田料金所前 - 大塚駅 - Aシティ中央 - 広域公園テニスコート - 花の季台
  - 市立大学前を経由する便のバスセンター行は平日午前10時以降の全便・土日祝日4本。花の季台行は平日18本・土日祝日は各2本のみとなっている。
- 63-9（上り）:花の季台 → 広域公園テニスコート → Aシティ中央 → 大塚駅 → 沼田料金所前 → ≪高速4号線≫ → <<中広中学校前>> → 横川駅前
  - 平日朝1本のみ運行されていた。横川駅発修道大学行きの送り込みも兼ねていた。
- 63/62（上り）・63-3/62-3（下り）:広島センター - ≪横川駅前 - 中広中学校前/中広町≫ - ≪高速4号線≫ - [ 市立大学前 ] - 沼田料金所前 - 大塚駅 - Aシティ中央 - セントラルシティ中央 - [ リハビリセンター前 ] - 伴南小学校 - こころ西風梅苑
  - 市立大学前・リハビリセンター前を経由する便及び中広町経由便は、平日のみの運行。
- 63-9（上り）:こころ西風梅苑 → 伴南小学校 → セントラルシティ中央 → 広域公園テニスコート → Aシティ中央 → 大塚駅 - 沼田料金所前 → ≪高速4号線≫ → <<中広中学校前>> → 横川駅前
  - 平日朝7本のみ運行されていた。横川駅発修道大学行きの送り込みも兼ねていた。
- 63（上り）・63-4（下り）:広島センター - 横川駅前 - 中広中学校前 - ≪高速4号線≫ - [ 市立大学前 ] - 沼田料金所前 - 大塚駅 - Aシティ中央 - 広域公園テニスコート - セントラルシティ中央 - [ リハビリセンター前 ] - 伴南小学校 - こころ産業団地
  - 休日バスセンター行7本、産業団地行9本。産業団地着17時以降、発12時以前の便はない。
- 63-2/62-2（下り）:広島センター → <<横川駅前 → 中広中学校前/中広町≫ → ≪高速4号線≫ → [ 市立大学前 ] → 沼田料金所前 → 大塚駅 → Aシティ中央 → 広域公園テニスコート → 枝垂桜通り → こころ展望公園入口 → こころ南中央
- 62/63（上り）:こころ南 → こころ南中央 → こころ展望公園入口 → こころ南中央 → 枝垂桜通り → セントラルシティ中央 → 広域公園テニスコート → Aシティ中央 → 大塚駅 → 沼田料金所前 → [ 市立大学前 ] → ≪高速4号線≫ → <<中広町/中広中学校前 → 横川駅前≫ → 広島センター
  - 土日祝日はバスセンター行き1本、こころ南中央行き3本、市立大学前を経由する。平成26年11月10日よりこころ宮島展望街区経由開始。

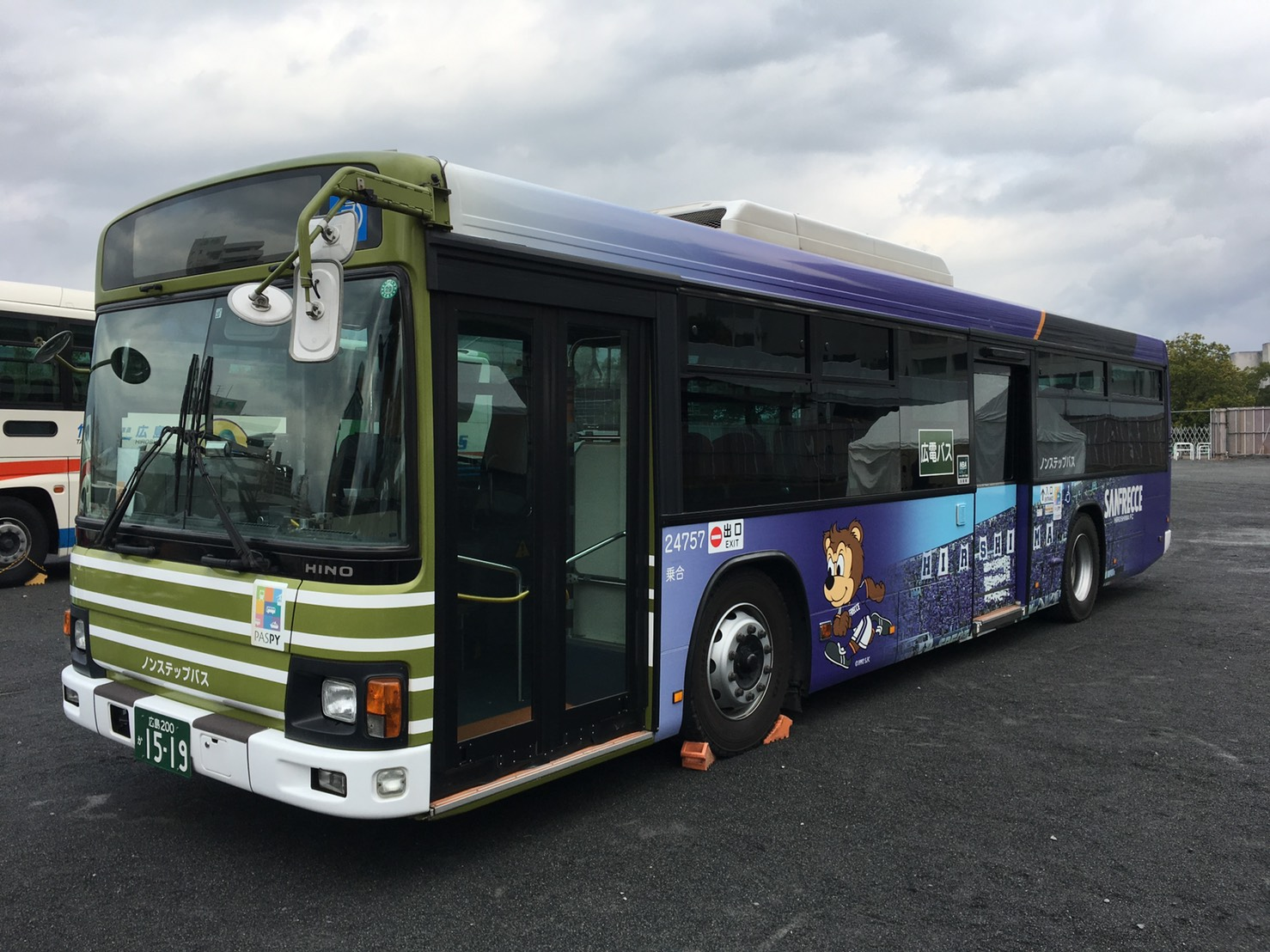
サンフレッチェラッピングバス

##### Jリーグ直行シャトルバス
サンフレッチェの試合開催日のキックオフ4時間前から運行されていた。
2023シーズンをもって運行終了した。
- （有料）横川駅 - エディオンスタジアム
- （無料）臨時駐車場（枝垂桜通り）- エディオンスタジアム（バックスタンド）

石内線(1)
2021年10月1日のダイヤ改正で石内旧道経由から石内バイパス経由に変更した。
- 1（上り）・1-9（下り）:五日市駅北口 - 岡の下橋 - 地毛 - 八幡学校 - 和田東 - ≪石内バイパス≫ - 石内学校 - 免許センター - ジ・アウトレット広島
  - 土休日のみ運行。
- 1（上り）・1-9（下り）:五日市駅北口 - 岡の下橋 - 地毛 - 八幡学校 - 和田東 - ≪石内バイパス≫ - 石内学校 - 免許センター - 石内原田 - 修道大学キャンパス - 広域公園前駅 - 大塚駅 - 沼田料金所前 - 市立大学前
  - 平日のみ運行。
- 1-9（下り）:五日市駅北口 → 岡の下橋 → 地毛 → 八幡学校 → 和田東 → ≪石内バイパス≫ → 石内学校 → 五月が丘公園前 → 五月が丘四丁目 → 五月が丘三丁目
  - 平日のみ運行。
- 1（上り）:五月が丘四丁目 → 五月が丘三丁目 → 五月が丘公園前 → 石内原田 → 石内学校 → ≪石内バイパス≫ → 和田東 → 八幡学校 → 地毛 → 岡の下橋 → 五日市駅北口
  - 平日のみ運行。石内原田は五日市駅行のみ停車する。

五月が丘団地・免許センター線(54,60,61)
横川駅前は通常は駅前ロータリーに入るが、平日朝の一部便については入らず、メディカルプラザ前に停車する。また五月が丘団地行は、五月が丘公園前から団地内を一周して、五月が丘団地に向かう。
平成30年5月14日よりジ・アウトレット広島・そらの北へ乗り入れ開始。それに伴い平日の西広島バイパス経由便を除き、五月が丘団地行きは廃止された。
- 61-1（下り）:広島センター → 横川駅前 → 中広中学校前 → ≪高速4号線≫ → 沼田料金所前 → 大塚駅 → 広域公園前駅 → [ 修道大学キャンパス ] → [ 五月が丘公園前 → 五月が丘四丁目 → 五月が丘三丁目 → 五月が丘公園前 ] → 免許センター
- 61（上り）:免許センター → [ 五月が丘公園前 → 五月が丘四丁目 → 五月が丘三丁目 → 五月が丘公園前 ] → [ 修道大学キャンパス ] → 広域公園前駅 → 大塚駅 → 沼田料金所前 → ≪高速4号線≫ → 中広中学校前 → 横川駅前 → 広島センター
  - 修道大学を経由しないのは、平日は、免許センター行は朝の1本と夕方17時以降、バスセンター行は午前10時台までの便で、日曜日は、両方面1本ずつ。五月が丘団地内に入らない便が平日の朝に3本ある。前までは平日と日曜日のみの運行だったが平成30年5月14日のダイヤ改正で土日祝ダイヤに統一された。
- 61-4（下り）:広島センター → 横川駅前 → 中広中学校前 → ≪高速4号線≫ → 沼田料金所前 → 大塚駅 → 広域公園前駅 → [ 修道大学キャンパス ] → [ 五月が丘公園前 → 五月が丘四丁目 → 五月が丘三丁目 → 五月が丘公園前 ] → 免許センター → ジ・アウトレット広島
- 61（上り）: ジ・アウトレット広島 → 免許センター → [ 五月が丘公園前 → 五月が丘四丁目 → 五月が丘三丁目 → 五月が丘公園前 ] → [ 修道大学キャンパス ] → 広域公園前駅 → 大塚駅 → 沼田料金所前 → ≪高速4号線≫ → 中広中学校前 → 横川駅前 → 広島センター
- 61-4（下り）:広島センター → 横川駅前 → 中広中学校前 → ≪高速4号線≫ → 沼田料金所前 → 大塚駅 → 広域公園前駅 → [ 修道大学キャンパス ] → [ 五月が丘公園前 → 五月が丘四丁目 → 五月が丘三丁目 → 五月が丘公園前 ] → 免許センター → そらの北
- 61（上り）: そらの北 → 免許センター → [ 五月が丘公園前 → 五月が丘四丁目 → 五月が丘三丁目 → 五月が丘公園前 ] → [ 修道大学キャンパス ] → 広域公園前駅 → 大塚駅 → 沼田料金所前 → ≪高速4号線≫ → 中広中学校前 → 横川駅前 → 広島センター
  - 修道大学を経由しないのは、平日は、ジ・アウトレット広島・そらの北行は夕方18時以降、バスセンター行は午前9時台までの便で、土休日は、ジ・アウトレット広島・そらの北行は夕方17時以降、バスセンター行は午前9時台までの便。五月が丘団地内に入らない便が平日の朝に4本、夕方に4本、土休日の朝に4本、夕方に5本ある。
- 横川駅前 → 中広中学校前 → ≪高速4号線≫ → 沼田料金所前 → 大塚駅 → [ 修道大学キャンパス ]
  - 平日のみ運行。 修道大学が休暇の時は通常時より減便しての運行。また、センター試験時は臨時のノンストップ便が運行される。
- 54-9（下り）:広島センター → 本通り → 袋町 → 中電前 → 市役所前 → 大手町4丁目 → 加古町 → 舟入本町 → 観音本町 → 旭橋入口 → 古江 → 田方 → 山田入口 → 五月が丘公園前 → 五月が丘四丁目 → 五月が丘三丁目
  - 夕方以降の4本のみ。
- 54（上り）:五月が丘四丁目 → 五月が丘三丁目 → 五月が丘公園前 → 山田入口 → 田方 → 古江 → 旭橋入口 → 観音本町 → 舟入本町 → 加古町 → 市役所前 → 中電前 → 本通り → 広島センター
  - 朝一本のみ。またこの便は西広島バイパスの側道を経由する唯一の便である。
- 60（上り）:免許センター → 五月が丘団地 → 広域公園前 → 大塚駅 → 沼田料金所前 → ≪高速4号線≫ → 中広町 → 紙屋町 → 本通り → 袋町 → 中電前 → 市役所前
  - 平日朝1本のみ。

くすの木台線(64)
- 64（上り）・64-1（下り）:広島センター - 中広町 - ≪高速4号線≫ - 市立大学前 - 三菱団地 - [ 大原駅 ] - 幸の神（さいのかみ） - 久地魚切 - くすの木台
  - 大原駅はくすの木台行きのみ停車。10:00〜16:00は久地魚切 - くすの木台間でフリー乗降制を導入している。
- 64（上り）:くすの木台 - 久地魚切 - 幸の神(さいのかみ) - 三菱団地 - 市立大学前 - ≪高速4号線≫ - 中広町 - 十日市 - 紙屋町 - 本通り - 中電前 - 市役所前
  - 平日ダイヤ朝1便のみ

沼田ループ線(64,70)
- 70-5→64（左回り）・64-2→70H（右回り）:広島駅 - 八丁堀 - 紙屋町 - 十日市 - 広瀬町 - 横川駅前 - ≪新道≫ - 大宮 - 祇園大橋北 - 西原 - NHK放送所前 - 祇園出張所前 - 下古市 - 安佐南警察署前 - [ 古市小学校前 ] - 安佐南区福祉センター前 - 大町 - 相田 - 安田女子大入口 - 安小学校 - 上安 - 伴安 - 広陵学園入口 - 三菱団地入口 - 市立大学前 - ≪高速4号線≫ - 中広町 - 広島センター
  - 路線名はループ線だが、起点と終点が異なる。広島駅発が左回りで、広島センター発が右回りとなる。左回りが5便、右回りが6便の運行で、いずれも平日のみ運行。
  - 古市小学校前には、左回りのみ停車。
  - 2020年10月1日に、広島北営業所管轄となった。
  - 2021年1月23日をもって廃止。

### 呉市地区

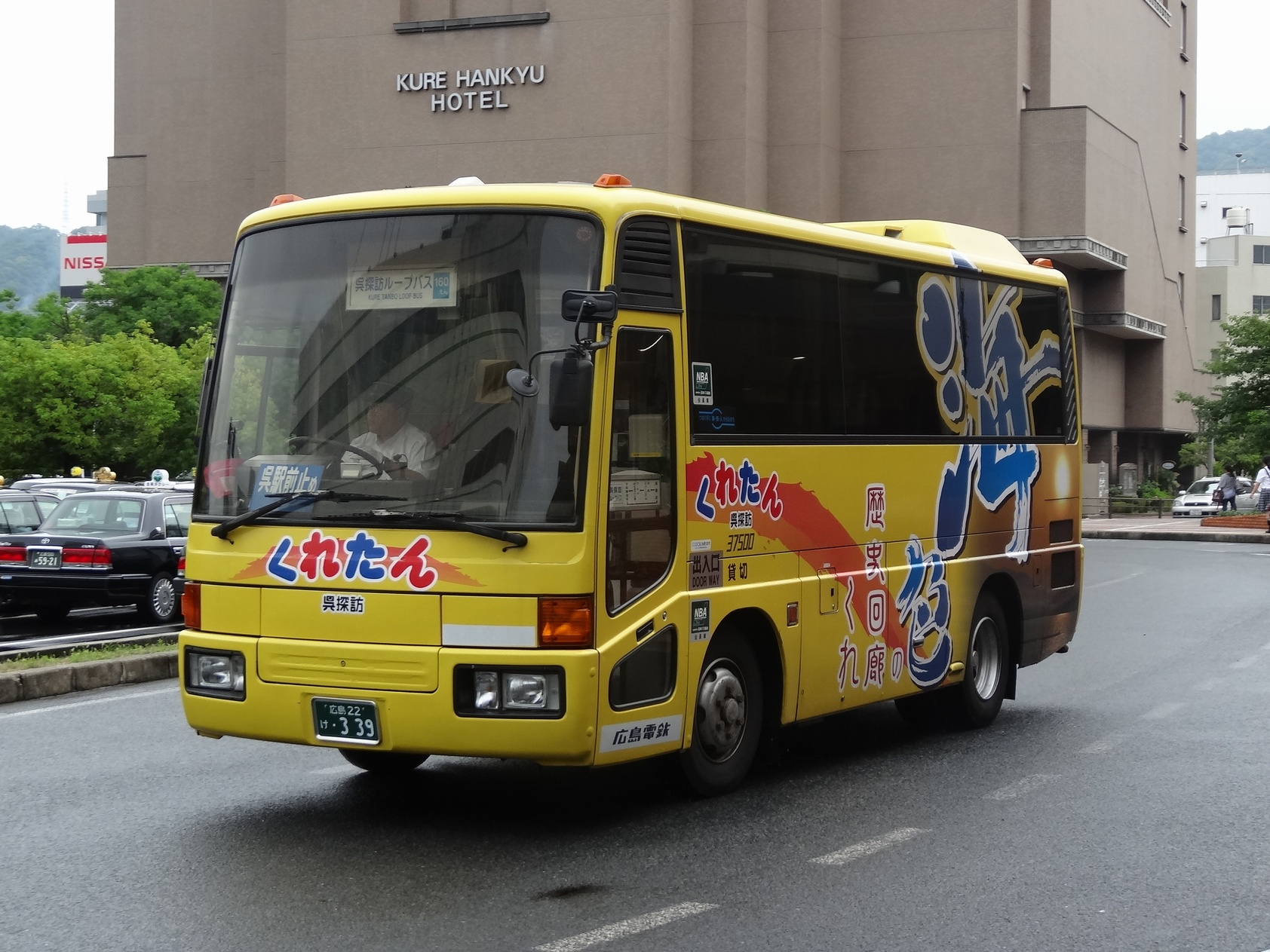
呉探訪ルートバス（くれたん）

2012年4月1日、呉市営バスから引き継いだ路線。（熊野支所の路線を除く）
- クレアライン（広島 - 呉）については該当記事を参照。

#### 呉中央営業所管轄
辰川線
- 31-1（下り）:呉駅前 → 呉郵便局前 → 中央3丁目 → 呉市役所前 → 辰川
- 31（上り）:辰川 → 郷町 → 呉市役所前 → 中央3丁目 → 呉駅前 → 中通1丁目 → 子規句碑前 → 昭和町 → 日本製鉄前
  - 日本製鉄前直通のバスは平日に1便のみ。

長の木長迫線
- 32-2（右回り）・32-1（左回り）:呉駅前 - 呉郵便局前 - 四道路 - 和庄 - 長迫小学校下 - 吾妻1丁目 - 郷町 - 東片山町 - 西中央3丁目 - 呉郵便局前 - 呉駅前
- 32-1（左回り）:吾妻1丁目 → 郷町 → 東片山町 → 西中央3丁目 → 呉郵便局前 → 呉駅前 → 中通1丁目 → 子規句碑前 → 昭和町 → 日本製鉄前
  - 朝の1本のみ。

三条二河宝町線
- 33-2（右回り）・33-1（左回り）:呉駅前 - 呉郵便局前 - 呉共済病院 - 済生会呉病院 - 大和ミュージアム・ゆめタウン前 - 中央桟橋 - 四道路 - 中通3丁目 - 中央3丁目 - 呉市役所前 - 本通6丁目 - 呉医師会病院 - [ 東片山町 ] - 上山手橋 - 呉郵便局前 - 呉駅前
  - 東片山町には、右回りのみ停車。
  - 2022年10月1日から、富士交通による呉市生活バスとしての運行になった。

宝町線
- 33-3（左回り）:呉駅前 → 呉郵便局前 → 呉共済病院 → 済生会呉病院 → 大和ミュージアム・ゆめタウン前 → 中央桟橋 → 四道路 → 中通3丁目 → 中央3丁目 → 呉郵便局前 → 呉駅前
  - （左回りのみ）土休日のみ運行。
  - 2022年9月30日をもって廃止。

吉浦天応線
天応川尻線の西側が吉浦天応線として分割された。2020年10月1日のダイヤ改正により、東畑発着便・かるが西発着便を廃止し、呉市役所前経由便を新設した。
- 34（上り）・34-1（下り）:呉駅前 - 海上保安大学校入口 - 吉浦駅前 - 大屋橋 - 天応福浦
- 34-C（上り）・34-2（下り）:呉駅前 - [ 呉郵便局前 ] - 中央3丁目 - 呉市役所前 - 中通3丁目 - 中央3丁目 - [ 呉郵便局前 ] - 呉駅前 - 海上保安大学校入口 - 吉浦駅前 - 大屋橋 - 天応福浦
- 34-N（上り）:天応福浦 → 大屋橋 → 吉浦駅前 → 海上保安大学校入口 → 呉駅前 → 中通1丁目 → 子規句碑前 → 昭和町 → 日本製鉄前
  - 平日ダイヤ朝上り1便のみ。

呉探訪ループバス（コース）
- 呉駅前 → 中央桟橋 → 子規句碑前 → （日本製鉄前で折り返し） → 入船山公園 → 中通3丁目 → 呉駅前
  - 日本製鉄前には停車しない。2018年3月31日をもって廃止。[78]

##### 警固屋出張所管轄
2019年10月1日のダイヤ改正により、以下の場合においてPASPYで1時間以内に乗り継いだ場合は直通乗継割引運賃が適用される。
- 広電バス（呉駅前 - 鍋桟橋）と呉市生活バス田原藤の脇線（なべタクシー、鍋桟橋 - 音戸渡船口 - 田原 - 早瀬大橋 - 藤の脇（田原経由））を乗り継いだ場合。
- 広電バス（呉駅前 - 鍋桟橋）と呉市生活バス見晴町線（東和交通、鍋桟橋 - 見晴町）を乗り継いだ場合。
- 広電バス（呉駅前 - 鍋桟橋）と呉市生活バス阿賀音戸の瀬戸線（呉交通、鍋桟橋 - 音戸渡船口 - 音戸の瀬戸 - 冠崎 - 大入 - 塩谷 - 阿賀駅前）を乗り継いだ場合。

呉倉橋島線
- 1（上り）・1-3（下り）:呉駅前 - 中通1丁目 - 子規句碑前 - 昭和町 - 日本製鉄前 - 鍋桟橋
- 1（上り）・1-1（下り）:呉駅前 - 中通1丁目 - 子規句碑前 - 昭和町 - 日本製鉄前 - 鍋桟橋 - 音戸渡船口 - 音戸市民センター - 波多見 - 藤の脇（波多見経由） - 釣士田南 - 本浦 - 桂浜・温泉館
  - 本浦止まりが5本、本浦発が1本。また、藤の脇止まり、鍋桟橋発藤の脇行、釣士田南発の便も存在する。
  - 藤の脇（波多見経由）と呉市生活バス田原藤の脇線（なべタクシー）の藤の脇（田原経由）は約400m離れている。

宮原線
- 4（上り）・4-1（下り）:呉駅前 - 呉郵便局前 - 四道路 - 子規句碑前 - 坪の内町 - 鍋桟橋
- 3（上り）・3-1（下り）:呉駅前 - 呉郵便局前 - 四道路 - 宮原 - 鍋桟橋
- 3（上り）・3-2（下り）:呉駅前 - 呉郵便局前 - 四道路 - 宮原 - 鍋桟橋 - 音戸渡船口 - 音戸の瀬戸

#### 広出張所管轄
2019年10月1日のダイヤ改正により、以下の場合においてPASPYで1時間以内に乗り継いだ場合は直通乗継割引運賃が適用される。
- 広電バス（呉駅前 - 広市民センター）と呉市生活バス広長浜線（野呂山タクシー、新広駅 - 広市民センター - 広交叉点 - 広駅前 - 広南小学校 - 東小坪）を乗り継いだ場合。
- 広電バス（呉駅前 - 広市民センター）と呉市生活バス広川尻線（瀬戸内産交、新広駅 - 広市民センター - 広交叉点 - 広駅前 - 東のりば - 仁方駅前 - 小仁方 - 川尻駅 - 小用入口）を乗り継いだ場合。
- 広電バス（呉駅前 - 仁方駅南口）と呉市生活バス仁方小須磨線（富士交通、仁方駅南口 - 小須磨）を乗り継いだ場合。

東畑は呉駅前・日本製鉄前行のみ停車。
広仁方線
天応川尻線の東側が仁方川尻線として分割され、2019年10月1日に仁方以東が呉市生活バスに移管されて広仁方線となった。
- 11-N（上り）・11-4/11-1（下り）:日本製鉄前 - 昭和町 - 子規句碑前 - 四道路 - 本通6丁目 - 西畑 - [ 東畑 ] - 呉越 - 阿賀駅前 - 広市民センター - 広交叉点 - 広駅前 - 東のりば - 仁方駅前 - 仁方駅南口
- 11（上り）・11-4/11-1（下り）:呉駅前 - 中通1丁目 - 四道路 - 本通6丁目 - 西畑 - [ 東畑 ] - 呉越 - 阿賀駅前 - 広市民センター - 広交叉点 - 広駅前 - 東のりば - 仁方駅前 - 仁方駅南口

郷原黒瀬線
- 11（上り）・11-9（下り）:呉駅前 - 中通1丁目 - 四道路 - 本通6丁目 - 西畑 - [ 東畑 ] - 呉越 - 阿賀駅前 - 広市民センター - 広交叉点 - 広島文化学園大学
- 11（上り）・11-8（下り）:呉駅前 - 中通1丁目 - 四道路 - 本通6丁目 - 西畑 - [ 東畑 ] - 呉越 - 阿賀駅前 - 広市民センター - 広交叉点 - [ 広島文化学園大学 ] - 郷原 - グリーンヒル郷原
- 11（上り）・11-6/11-7（下り）:呉駅前 - 中通1丁目 - 四道路 - 本通6丁目 - 西畑 - [ 東畑 ] - 呉越 - 阿賀駅前 - 広市民センター - 広交叉点 - [ 広島文化学園大学 ] - 郷原 - 兼広 - 広島国際大学
- 11-N（上り）:グリーンヒル郷原 → 郷原 → 広島文化学園大学 → 広交叉点 → 広市民センター → 阿賀駅前 → 呉越 → 東畑 → 西畑 → 本通6丁目 → 四道路 → 子規句碑前 → 昭和町 → 日本製鉄前
  - 平日ダイヤ朝上り1便のみ。
- 11-N（上り）:兼広 → 郷原 → 広交叉点 → 広市民センター → 阿賀駅前 → 呉越 → 東畑 → 西畑 → 本通6丁目 → 四道路 → 子規句碑前 → 昭和町 → 日本製鉄前
  - 平日ダイヤ朝上り1便のみ。

#### 焼山出張所管轄
2019年10月1日のダイヤ改正により、以下の場合においてPASPYで1時間以内に乗り継いだ場合は直通乗継割引運賃が適用される。
- 広電バス（呉駅前 - 昭和市民センター）と呉市生活バス北原神山峠線（東和交通、昭和市民センター前 - 神山峠）を乗り継いだ場合。

また、同日より22号線（呉駅前 - 中通1丁目 - 四道路 - 本通6丁目 - 西畑 - 神山峠 - 苗代下条）が呉市生活バス呉苗代下条線（22号線、東和交通）に移管された。
広島焼山線
- 41-3（下り）:広島バスセンター → 市役所前→ 南区役所前 → 大学病院南門 → 東雲町 → ≪海田大橋・広熊道路≫ → 熊野団地 → 中倉 → 押込 → 北原 → 上條橋東 → 昭和市民センター前 → 宮ヶ迫団地入口
- 41（上り）:上條橋東 → 昭和市民センター前 → 宮ヶ迫団地入口 → 北原 → 押込 → 中倉 → 熊野団地 → ≪広熊道路・海田大橋≫ → 東雲町 → 大学病院南門 → 南区役所前 → 市役所前 → 八丁堀
  - 運行開始当初は広電バスと呉市交通局の共同運行。その後広電の撤退・減便を経た後、呉市交通局の事業譲渡に伴い広電が再参入し現在に至る。長らく急行バスとして運行されていたため広島市内、熊野町・呉市内同士での乗り降りは不可であったが、 平成26年4月1日より全停留所での乗降車が可能になった。
- 43-4（下り）・43（上り）:広島バスセンター - 八丁堀 - 広島駅新幹線口 - 天神川駅北（イオンモール広島府中前） -（広島高速2号線 - 海田大橋 - 広島熊野道路) - 熊野営業所 - 熊野第三小学校 - 中倉 - 押込 - 北原 - 昭和市民センター - 桜ヶ丘団地
  - 日曜・祝日年末年始のみ運行していたが、10月1日のダイヤ改正をもって、廃止となった。

矢野焼山線
- 3-4（下り）:済生会広島病院前 → 安芸南高校北 → 矢野駅入口 → 矢野駅前 → 矢野ニュータウン → ≪広熊道路≫ → 熊野営業所 → 熊野第三小学校 → 中倉 → 押込 → 北原 → 上條橋東 → 昭和市民センター前 → 宮ヶ迫団地入口
- 3（上り）:上條橋東 → 昭和市民センター前 → 宮ヶ迫団地入口 → 北原 → 押込 → 中倉 → 熊野第三小学校 → 熊野営業所 → ≪広熊道路≫ → 矢野ニュータウン → 矢野駅前 → 矢野駅入口 → 安芸南高校北 → 済生会広島病院前

焼山熊野苗代線
上二河経由便（21号線）は、いずれの路線も呉市役所前を経由するのは、呉駅前行は昭和市民センター発8時台 - 13時台、焼山・熊野・苗代方面行は呉駅前発11時台 - 17時台の便である。その他の時間帯は今西通り（西中央3丁目）を経由する。
- 21（上り）・21-2/21-1（下り）:呉駅前 - 呉郵便局前 - ≪呉市役所前/西中央3丁目≫ - 上山手橋 - 上二河町 - 桜ヶ丘団地 - 昭和市民センター - 北原 - 押込 - 中倉 - 熊野第三小学校 - 熊野営業所
- 21（上り）・21-4（下り）:呉駅前 - 呉郵便局前 - ≪呉市役所前/西中央3丁目≫ - 上山手橋 - 上二河町 - 桜ヶ丘団地 - 昭和市民センター - 昭和市民センター前 - 苗代 - 苗代下条
- 21:熊野営業所 → 熊野第三小学校 → 中倉 → 押込 → 北原 → 昭和市民センター → 桜ヶ丘団地 → 上二河町 → 上山手橋 → 西中央3丁目 → 呉郵便局前 → 呉駅前 → 中通1丁目 → 子規句碑前 → 昭和町 → 日本製鉄前
- 昭和北小学校前 - 押込 - 中倉
  - 平日ダイヤ朝上り2便と夕方下り2便のみ。

##### 熊野支所管轄
2017年7月から広島南営業課の管轄下から焼山営業課の管轄下に移管された。
マツダスタジアム前は熊野行のみ停車。
熊野線（海田・矢野経由）
- 40-12/40-11（下り）・40（上り）:熊野萩原車庫前 - 熊野萩原 - 熊野町役場前- 熊野営業所 - 熊野第三小学校 - 矢野出張所 - 神崎 - 矢野駅 - 神崎 - 自衛隊前 - 海田市駅入口 - 海田 - 向洋駅前 - 新大洲橋 - [ マツダスタジアム前 ] - 広島駅 - 八丁堀 - 広島センター
  - 平日ダイヤの夕方に熊野営業所発の便が1本がある。
- 40（下り）・40（上り）:熊野営業所 - 矢野出張所 - 神崎 - 矢野駅（ → 神崎 → 自衛隊前 → 南海田）
  - 平日に南海田行が2便あるほか、矢野駅行もある。熊野行は矢野駅始発のみ。熊野行は朝の1便以外は夕方以降に集中している。
- 40（上り）:熊野営業所 → ≪広熊道路≫ → 矢野ニュータウン → 矢野駅 → 神崎 → 自衛隊前 → 南海田
  - 平日朝の2本のみ。
- 40:呉地橋 - 熊野高校前 - 熊野第三小学校 - 熊野営業所 - 矢野出張所 - 神崎 - 矢野駅（ - 神崎 - 自衛隊前 - 南海田）
  - 呉地橋発1本と呉地橋行3本のみ。うち呉地橋発は午後の矢野駅行。南海田発は朝の2本。呉地橋行は熊野営業所で乗客がいない場合はそこで運行打ち切り。熊野営業所から呉地橋方面のバス停は呉地橋行は降車専用である。
- 40:呉地橋 → 熊野高校前 → 熊野第三小学校 → 熊野営業所 → ≪広熊道路≫ → 矢野ニュータウン → 矢野駅 → 神崎 → 自衛隊前 → 南海田
  - 平日に2本のみ。矢野駅行と南海田行が各1本ずつ。

熊野線（広熊道路経由）
- 42-2（上り）・42（下り）:市役所前 - 中電前 - 本通り - [ 八丁堀 ] - 広島駅 - [ マツダスタジアム前 ] - 広島バス大洲車庫前 - <大州出入口> - ≪高速2号線≫ - <仁保JCT> - ≪海田大橋≫ - <海田大橋出入口> - 安芸南高校北 - 矢野駅入口 - 矢野ニュータウン - 熊野第三小学校 - 熊野営業所 - 熊野町役場 - 熊野萩原 - 熊野萩原車庫前
  - 平日の広島市内行5本と熊野行4本のみでいずれもラッシュ時に集中。うち市内行2本は熊野営業所始発である。
  - 2024年4月1日のダイヤ改正を持ちまして42号線（高速2号線経由）が廃止
- 41（上り）:熊野萩原車庫前 → 熊野萩原 → 熊野営業所 → ≪広熊道路≫ → 矢野ニュータウン → 矢野駅入口 → 安芸南高校北 → ≪海田大橋<仁保出入口>≫ → 柞木 → 東雲 → 市立工業高校入口 → 大学病院南門 → 出汐町 → 南区役所前 → 市役所前 → 中電前 → 本通り → 紙屋町 → 八丁堀
  - 平日朝2本のみ。
- 41（上り）:熊野萩原車庫前 → 熊野萩原 → 熊野営業所 → ≪広熊道路≫ → 矢野ニュータウン → 矢野駅入口 → 安芸南高校北 → ≪海田大橋≫ → 柞木 → 東雲 → 市立工業高校入口 → 大学病院南門 → 出汐町 → 南区役所前 → 市役所前 → 中電前 → 本通り → 紙屋町 → 八丁堀
  - 平日の朝と夜に1本ずつ熊野営業所発便あり。
- 42（上り）:熊野萩原車庫前 → 熊野萩原 → 熊野営業所 → ≪広熊道路≫ → 矢野ニュータウン → 矢野駅入口 → 安芸南高校北 → ≪海田大橋・高速2号線≫ → 広島バス大州車庫前 → 広島駅 → 八丁堀 → 紙屋町 → 本通り → 中電前 → 市役所前
  - 平日の朝1本のみ。
  - 2024年4月1日のダイヤ改正を持ちまして廃止
- 41-1/41-2（下り）:広島センター → 本通り → 中電前 → 市役所前 → 南区役所前 → 出汐町 → 大学病院南門 → 市立工業高校入口 → 東雲 → 柞木 → ≪海田大橋≫ → 安芸南高校北 → 矢野駅入口 → 矢野ニュータウン → ≪広熊道路≫ → 熊野団地 → 熊野営業所 → 熊野萩原 → 熊野萩原車庫前
  - 平日は午前中のみ運行。土曜・休日の朝に熊野営業所行あり。
- 41-1（下り）:本通り → 中電前 → 市役所前 → 南区役所前 → 出汐町 → 大学病院南門 → 市立工業高校入口 → 東雲 → 柞木 → ≪海田大橋≫ → 安芸南高校北 → 矢野駅入口 → 矢野ニュータウン → ≪広熊道路≫ → 熊野団地 → 熊野営業所

矢野駅・矢野ニュータウン線
- 3（上り）・3-1（下り）:済生会広島病院前 - 安芸南高校北 - 矢野駅入口 - 矢野駅前 - 矢野ニュータウン - ≪広熊道路≫ - 熊野団地 - 熊野営業所
  - 済生会広島病院前行は平日夕方の1本のみ。深夜バスが矢野駅行1本、熊野行3本あり。
- 3（上り）・3-1（下り）:南海田 - 自衛隊前 - 神崎 - 矢野駅前 - [矢野ニュータウン] - ≪広熊道路≫ - 熊野営業所
  - 午後の便が多い。矢野駅前発着便あり。南海田発着は平日のみ。かつては熊野萩原車庫前発着便もあった。
- 3-2（下り）:矢野駅前 → 矢野ニュータウン → ≪広熊道路≫ → 熊野団地 → 熊野営業所 → 熊野萩原 → 熊野萩原車庫前
- 3（上り）:団地西入口 → 熊野第三小学校 → 熊野営業所 → ≪広熊道路≫ → [矢野ニュータウン] → 矢野駅前 → 矢野駅入口 → 安芸南高校北 → 済生会広島病院前
  - 土曜・休日は矢野駅前行は3本のみ。
- 3（上り）・3-3（下り）:済生会広島病院前 - 安芸南高校北 - 矢野駅入口 - 矢野駅前 - 矢野ニュータウン- ≪広熊道路≫ - 熊野営業所 - 熊野第三小学校 - 押込 - 寺屋敷 - 絵下山入口
- 3-6（右回り）:矢野駅前 → 矢野南5丁目 → 矢野ニュータウン → 矢野駅前
  - 矢野ニュータウン循環。（右回りのみ）平日の午前中に6本。
- 4（右回り）:矢野駅前 → 神崎 → 矢野出張所 → 矢野ニュータウン → 矢野駅前
  - 旧道循環。（右回りのみ）平日の午後に5本。

広島国際大学線
- 3:矢野駅前 - ≪途中ノンストップ≫ - 熊野営業所 - ≪途中ノンストップ≫ - 広島国際大学
  - 平日のみ運行・矢野駅行は2本のみで、休講日と長期休暇時は国際大学行1本と矢野駅行2本、土曜日は1往復のみ。
- 3:熊野営業所 - ≪途中ノンストップ≫ - 広島国際大学
  - 国際大学行は1本のみ。休講日・長期休暇時は矢野駅行1本のみ。土曜日は全便運休。

2021年3月12日の運行をもって廃止。
阿戸線
- 5:阿戸学校 - 阿戸出張所 - 阿戸 - 新宮 - 熊野萩原 - 熊野町役場前 - 熊野営業所

2022年10月1日より、朝日交通に移管。（昼間は 阿戸学校 - フジ熊野店 に短縮）

## コミュニティバス（受託運行）

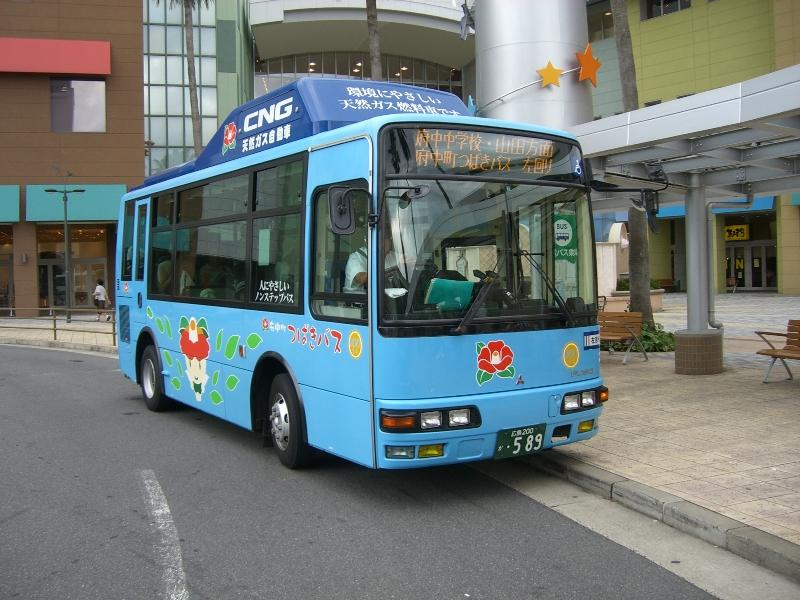
つばきバス

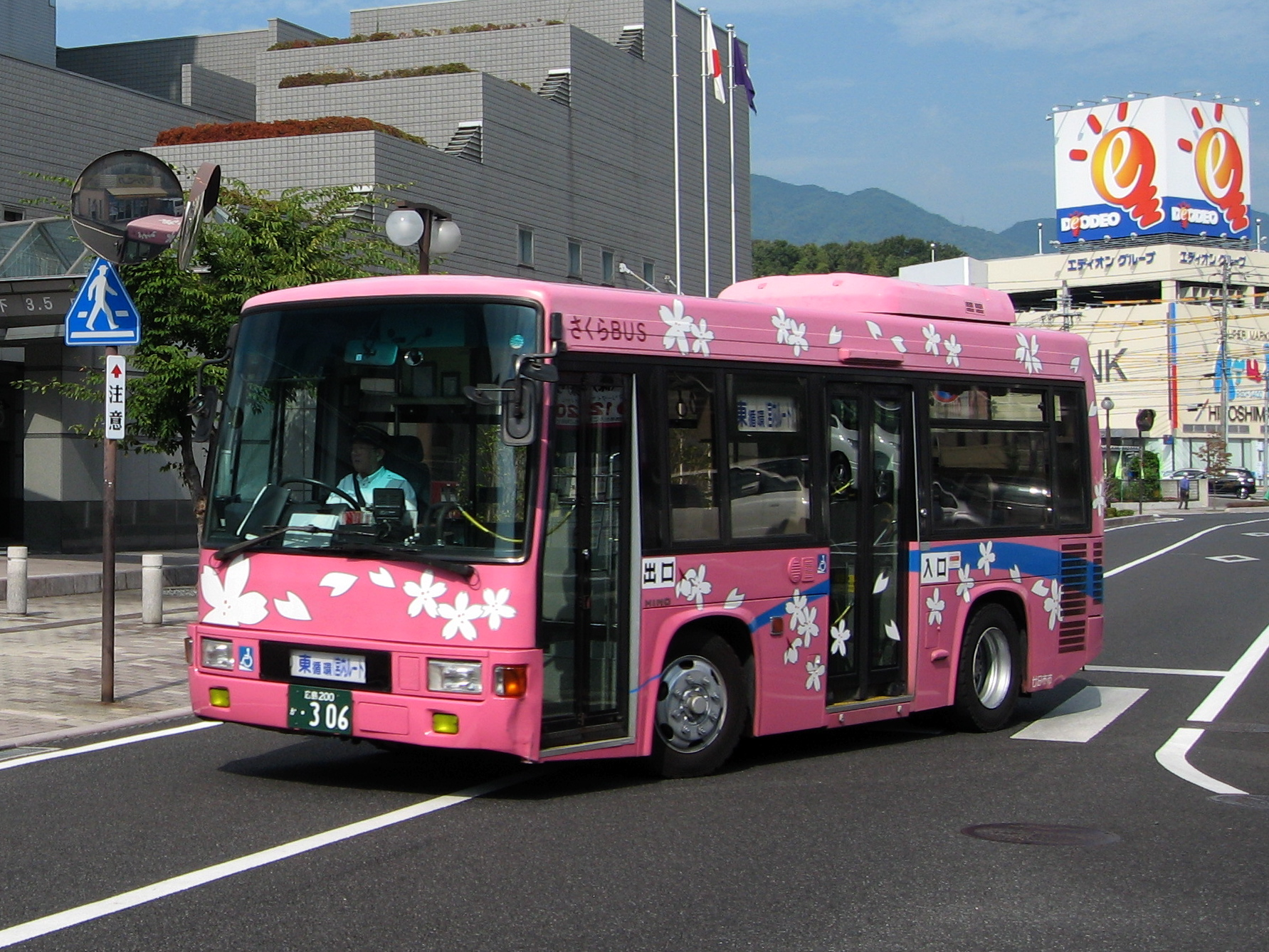
廿日市さくらバス

- つばきバス（広島県安芸郡府中町、運行：曙支所）

かつては、廿日市出張所が広島県廿日市市の廿日市さくらバスを運行していたが、廿日市交通、廿日市カープタクシーに移管された。

## 企業送迎バス
- コベルコ建機

## バス車両

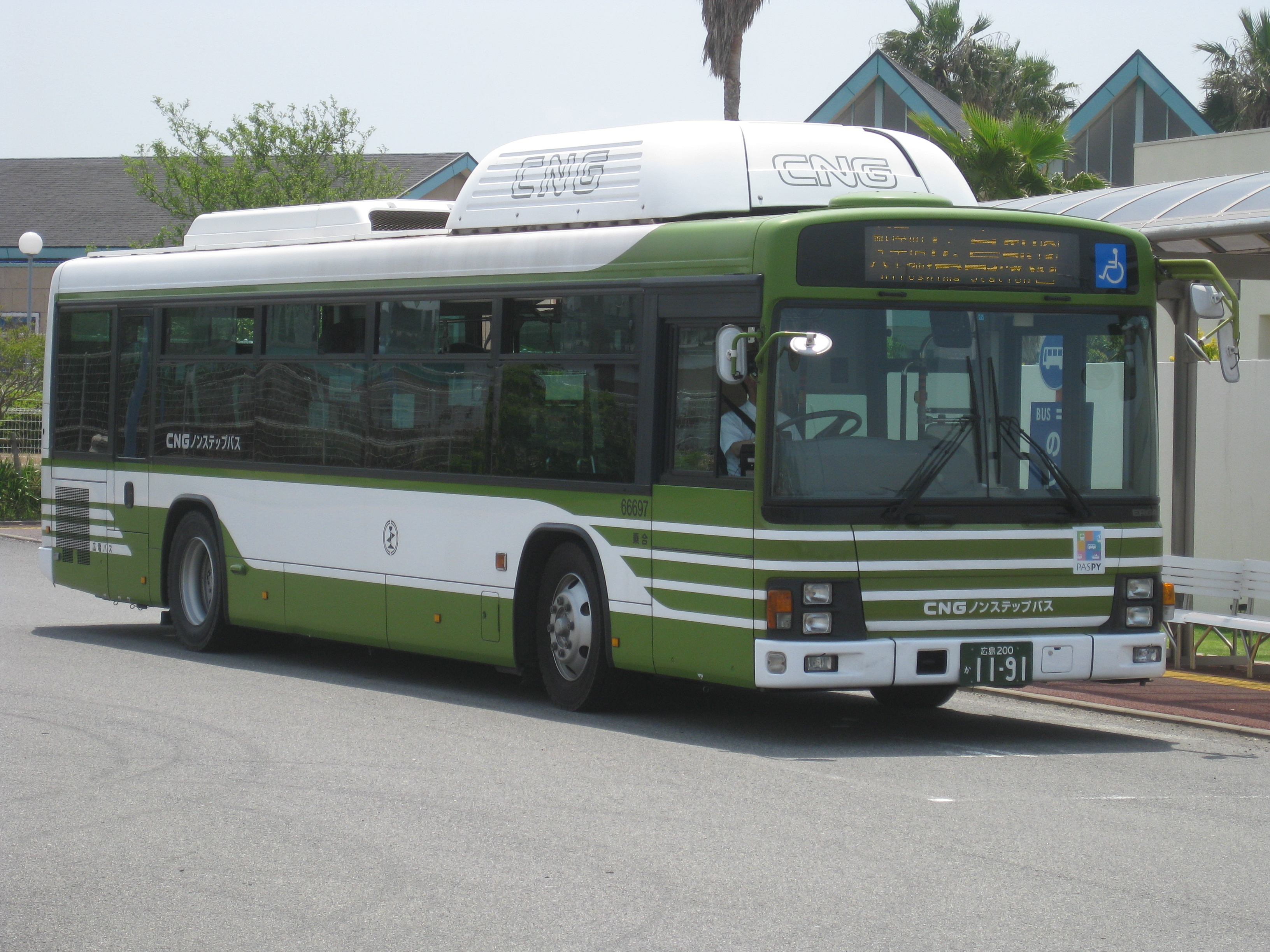
CNGタンクを搭載した広電バスのバス車両

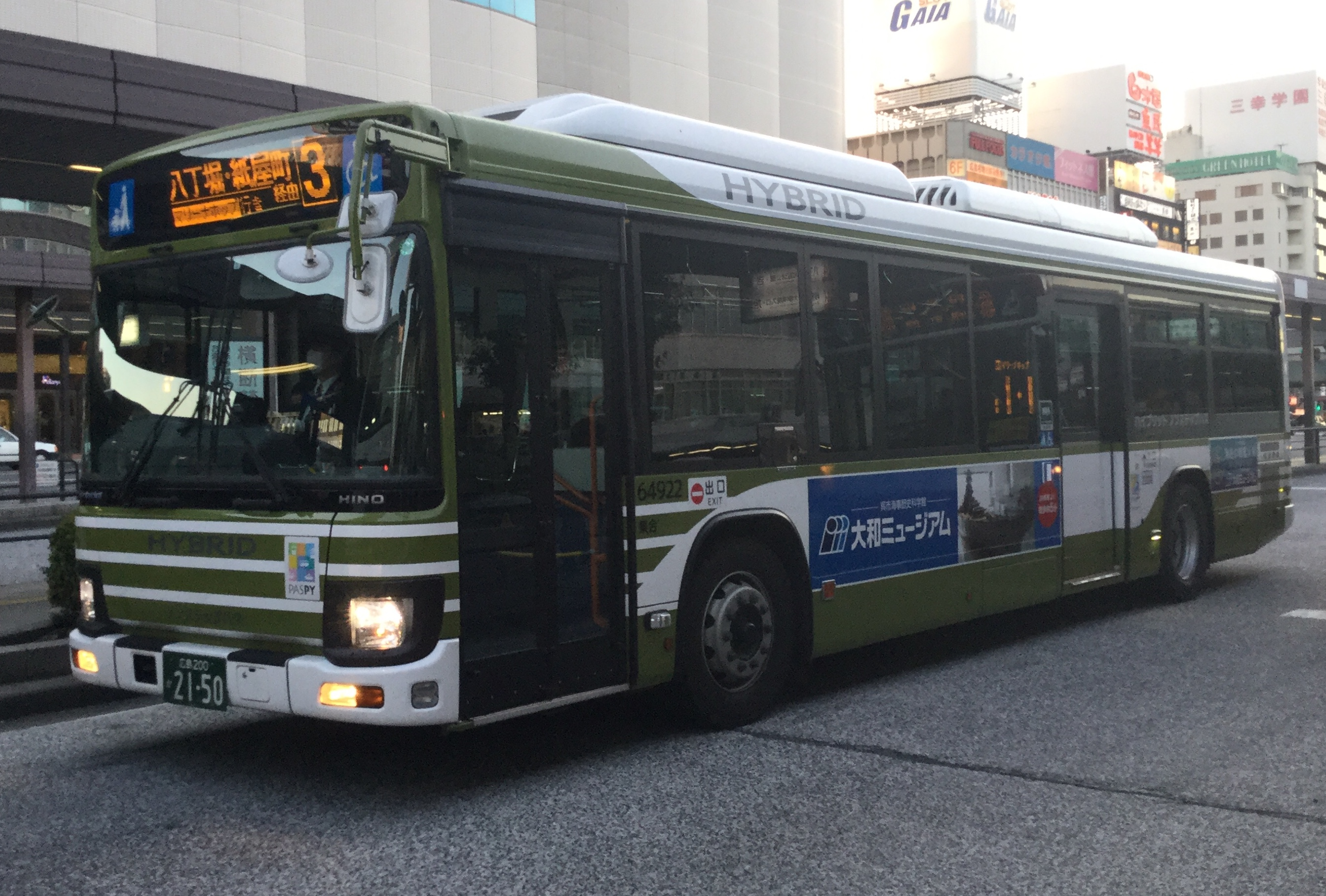
ハイブリッド機構搭載車

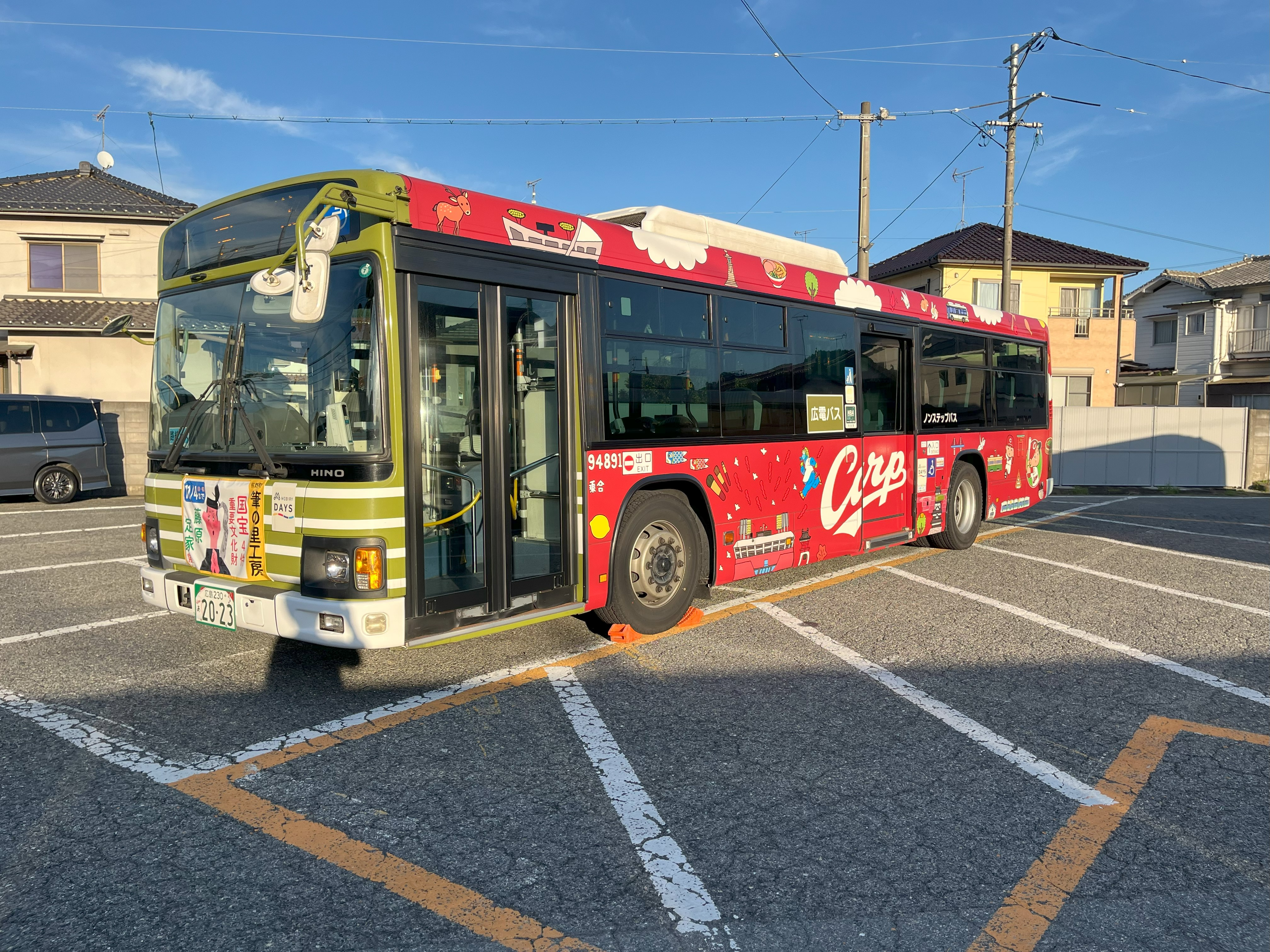
広島東洋カープラッピングバス

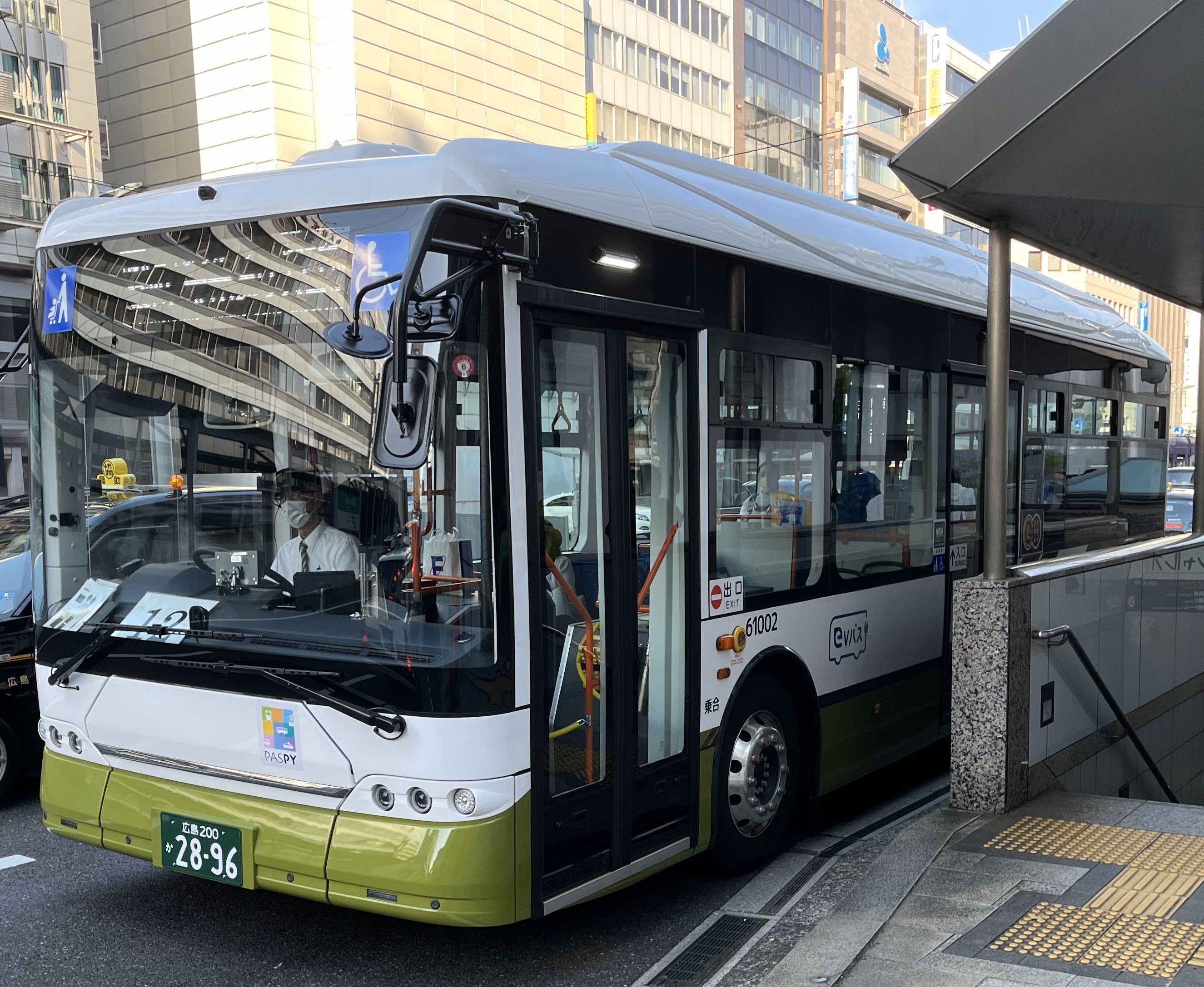
BYDから導入した電気バス

2015年（平成27年）3月末現在バス車両558両を保有する。車両は日野自動車製が多いが、いすゞ自動車、三菱ふそう製の車両も一部存在し、一部は西日本車体工業（西工）製の車体を架装している。2012年から4年間で大型バス･中型バスを合わせて100両程度の低公害車両の導入と、既存車両でも従来よりもゆったりしたサイズの「ひろでんオリジナルシート」への交換を行う予定である。呉市交通局から車両を引き継いだ関係で、それまで導入実績がなかった西工の96MCの車体を架装した車両、純正車体架装のいすゞ・キュービック（西工製車体を架装した車両は在籍している）、富士重工業製の車体を架装した車両が登場した。尚、継承した車両の一部は、呉市生活バスへの路線移管に伴い広電カラーのまま地元タクシー事業者各社に移管されている。CNGバスも導入されており、近年では一部の郊外路線にも投入されている。2014年より毎年、一般の路線用としてハイブリッド車を導入している。なお、これに伴いCNGバスの導入はストップしている。なお、呉市交通局から車両の引き継ぎ以外にも他社からの移籍車も存在する。
導入された新車は広島県廿日市市にある速谷神社で御祓いを行っている。
乗務員の名札は従来運転席後方に設置されていたが近年運賃表示機下に移設された。乗務員の名札も新調され、乗務員の氏名の下に赤字で「私は安全運転に努めます。」「セーフティードライブ！」といった文章が書かれている。2023年8月1日の法改正により、バス車内の乗務員名札の掲示を廃止した。
2008年4月15日の広島高速4号線でのETC供用開始に合わせ、広島高速4号線を経由する路線の全ての車両に通常の路線バス車両としては珍しくETC車載器が搭載された。また熊野営業所の車両にも広島高速3号線通過便の設定により搭載された。他にも三段峡への路線は路線バス車両で高速道路を経由する便が存在するためシートベルトやETCの装備がある。
在籍する車両の多くがMT車であるが、運転手の負担軽減のため、2007年度より観光マスク車両(2017年秋以降の三菱ふそうエアロエースを除く)を除く自社導入車両はATまたはAMT車の導入に限定されている。
2009年1月には、連接バスを導入する構想が公表された。その後、2015年を目途に西風新都線への導入を目指すことが発表されたが、団地の道幅及び連接バス専用バス停等の関係などから連接バスの導入は断念された。
車内放送は路線により女声と男声の混合仕様、男声仕様と2種類存在する。乗務員による誤った運行を避けるために、特定のバス停到着前・発車後に進行方向のアナウンス及び誤運行防止メロディーが流れる。呉市交通局から継承した路線では、社局名を差し替えたものを経て、2013年4月より男声仕様の車内放送が使用されている。この他、2014年7月より西風新都営業課の路線でサンフレッチェ広島ラッピングバスが運行されている。またエディオンスタジアム広島への特別輸送時のみ所属選手がアナウンスを担当している。
ラッピングバスの中には、広島東洋カープのバスも熊野線で運行している。
新型コロナウイルス感染拡大後、雨天時の車内換気対策の一環として、一部車両には窓開口部にスリット板が設置されている 。
2024年3月に入り、初の電気バスとしてBYD・K8が広島中央営業所に導入された。

### 移籍車の供給元
- 呉市交通局 (事業譲渡による)
- 川崎市交通局
- 横浜市営バス
- 京浜急行バス
- 京王電鉄バス
- 東急バス
- 日の丸自動車興業 (サンフレッチェ広島優勝パレードに際し、オープントップバス「スカイバス東京」の貸し出しを受け運行)
- 横浜交通開発
- 江ノ電バス
- 相鉄バス
- エイチ・ディー西広島
- 宇野自動車
- 神奈川中央交通
- 東京都交通局
- 川崎鶴見臨港バス

## 車両番号（社内コード）
車両には5桁の番号が付けられており、以下の法則に基づいている。
例：14700
| 1          | 4        | 7    | 00       |
| ---------- | -------- | ---- | -------- |
| 所属営業課 | メーカー | 装備 | 固有番号 |

- 所属営業課
  - 0 …広島空港リムジン専用車
  - 1 …広島南営業所・廿日市出張所
  - 2 …広島北営業所・安佐出張所・西風新都支所
  - 3 …貸切（各営業課の貸切兼用車）
  - 5 …仁保支所
  - 6 …広島中央営業所
  - 7 …曙支所
  - 9 …呉中央営業課・警固屋出張所・広出張所・熊野支所・焼山出張所
  - A …教習車
- メーカー（コミュニティバス専用車、ボン・バスを除く）
  - 0 …日野（中型・小型）
  - 1 …BYD
  - 3 - 5 …日野（大型）
  - 6 …いすゞ
  - 7 …三菱ふそう（中型・小型）
  - 8 …日産ディーゼル・UDトラックス
  - 9 …三菱ふそう（大型）
- 装備（コミュニティバス専用車、ボン・バスを除く）
  - 0 - 4 …板ばね
  - 5 - 9 …空気ばね
- 固有番号（広電バス（コミュニティバス専用車を除く）は2桁、コミュニティバス専用車、ボン・バスは4桁）
  - 広電バス（コミュニティバス専用車を除く）はメーカー・装備ごとの連番
  - 廿日市さくらバス専用車はナンバープレート（登録番号）の一連指定番号
  - つばきバス専用車は0201 - の連番
  - いずれの場合も下2桁42は欠番となる。また、廿日市さくらバス専用車は下2桁49も欠番となっていた。

### 補足
1. ↑  『広島バス60年史』85ページには9月8日、『広島電鉄開業80創立50年史』本編138ページには9月10日とある。
2. ↑  1960年（昭和35年）1月1日からバス市内線に「号線制」を導入[25]。